# Albon-d'Ardèche
Pour les articles homonymes, voir Albon (homonymie) et Ardèche.
Vous lisez un « bon article » labellisé en 2014.
Albon-d'Ardèche (ou Albon d'Ardèche ; prononcé [al.bɔ̃ d‿aʁ.dɛʃ ]) est une commune française située dans le département de l'Ardèche en région Auvergne-Rhône-Alpes.
Cette commune rurale se situe dans la région des Boutières, à l'est du Massif central, en retrait des principales voies de communication régionales. Elle comporte le village d'Albon ainsi qu'une trentaine de lieux-dits et hameaux. Au dernier recensement de 2022, la commune comptait 158 habitants appelés Albonnais.
L'histoire de la commune est marquée par les troubles religieux qui l'ont touché aux XVIe et XVIIe siècles et par la construction de nombreux moulinages destinés au travail de la soie au XIXe siècle. Depuis le déclin de l'industrie de la soie au cours du XXe siècle, qui a entraîné une forte baisse de la population, l'économie du village repose essentiellement sur l'artisanat, l'agriculture et le tourisme (et plus généralement sur les métiers du secteur tertiaire). Après avoir vu son nombre d'habitants divisé par quatre en un siècle, la commune compte 17 % de logements vacants en 2014. De plus, la capacité d'autofinancement de la commune est très faible malgré des taux de fiscalité locale très inférieurs à ceux des communes de même type, le revenu fiscal médian par ménage étant l'un des plus bas des communes de France.
La commune possède toutefois une richesse naturelle : un espace préservé au sein du parc naturel régional des Monts d'Ardèche avec une importante diversité animale et végétale comprenant plusieurs espèces menacées. Cette biodiversité résulte en partie de la faible urbanisation, du climat particulier qui y règne et de la variété des paysages allant de l'étage collinéen à l'étage montagnard. La commune se trouve également dans trois zones naturelles d'intérêt écologique, faunistique et floristique différentes.
À la suite du redécoupage cantonal de 2014, Albon-d'Ardèche intègre le canton du Cheylard, devenu le canton de Haut-Eyrieux (elle faisait auparavant partie du canton de Saint-Pierreville aujourd'hui disparu). La commune adhère au Syndicat mixte Numérian depuis le 30 novembre 1997 et a été membre de la communauté de communes des Châtaigniers de 2002 jusqu'à la création de celle de Val'Eyrieux le 1er janvier 2014.

## Géographie

### Localisation

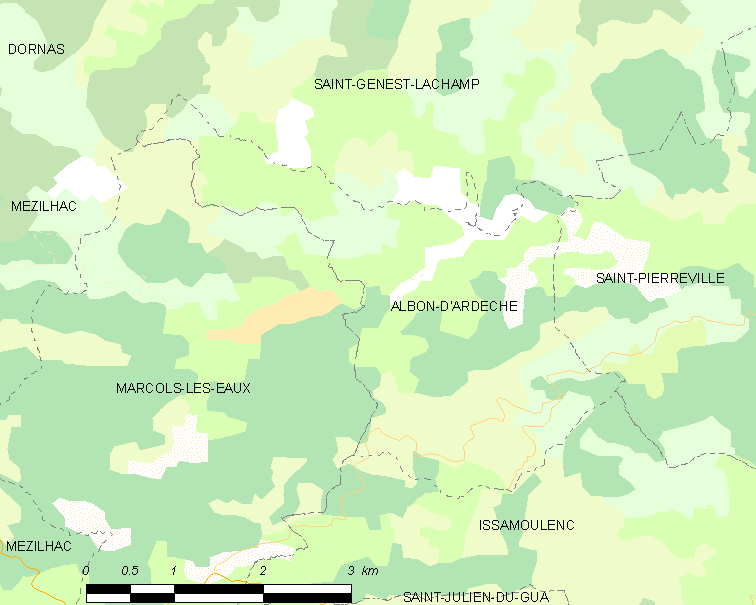
Carte de la commune.

Albon-d'Ardèche se situe dans le centre de l'Ardèche, dans l'Est du Massif central, au cœur de la région montagneuse des Boutières, dans les Monts du Vivarais (au niveau du Moyen-Vivarais) et plus précisément dans la haute-vallée de la Glueyre.
À vol d'oiseau, le village se situe à 16,4 kilomètres au nord-ouest de Privas, à 41,9 kilomètres au sud-ouest de Tournon-sur-Rhône et à 33,1 kilomètres au nord de Largentière. Les villages les plus proches sont ceux de Marcols-les-Eaux (2,4 km), Saint-Genest-Lachamp (2,9 km), Saint-Pierreville (4,7 km), Saint-Christol (5,3 km), Issamoulenc (5,8 km) et Saint-Julien-du-Gua (6,1 km). La ville la plus proche est celle du Cheylard qui se trouve à 9 kilomètres à vol d'oiseau mais à 26 km par les routes départementales. Le village d'Albon se trouve dans la partie nord de la commune, à l'intersection des routes D 102 et D 409.
Administrativement, la commune se situe dans la région Auvergne-Rhône-Alpes (anciennement Rhône-Alpes), dans le département de l'Ardèche, dans l'arrondissement de Privas et dans le canton de Haut-Eyrieux (elle faisait partie jusqu'en 2014 du canton de Saint-Pierreville aujourd'hui disparu). Albon-d'Ardèche se situe aussi dans le parc naturel régional des Monts d'Ardèche et dans l'espace naturel sensible des Serres Boutiérots. La commune fait partie de la communauté de communes Val'Eyrieux depuis sa création le 1er janvier 2014, elle faisait auparavant partie de la communauté de communes des Châtaigniers.

### Hydrographie
Le territoire communal comporte une partie de la haute-vallée de la Glueyre et une partie de la vallée de la Veyruègne. Ces deux cours d'eau sont des affluents et sous-affluents de l'Eyrieux, Albon-d'Ardèche fait donc partie du bassin versant du Rhône : les eaux qui coulent à Albon se jettent dans la mer Méditerranée.
La commune est traversée par la Glueyre et par quatre de ses affluents référencés par le Service d'administration nationale des données et référentiels sur l'eau : la Veyruègne, le ruisseau de Crouset (aussi appelé « ruisseau d'Alzon » ou « ruisseau des Crousets »), le ruisseau de Veyrine et le ruisseau de Fontfreyde. La commune est également traversée par d'autres cours d'eau plus petits et non référencés comme le ruisseau de la Goutelle, un affluent du ruisseau de Crouset.
Les cours d'eau de la vallée de la Glueyre ont un régime torrentiel de type pluvial cévenol : la commune connait des basses eaux en été et d'importantes crues en hiver pouvant faire monter le niveau de l'eau de plusieurs mètres. Depuis le XIXe siècle, ces crues détruisaient régulièrement les canaux et les levées qui servaient à alimenter les moulinages en eau. Une des dernières crues destructrices qu'a connu la commune est celle survenue dans la nuit du 22 au 23 octobre 2013 : elle ravagea les abords de la rivière, détruisant des passerelles et faisant céder la levée en amont de l'ancien moulinage de Reygnier. La Glueyre et la Veyruègne ne sont jamais à sec durant les basses eaux de l'été contrairement à certains ruisseaux, leurs niveaux peut cependant baisser de façon importante.

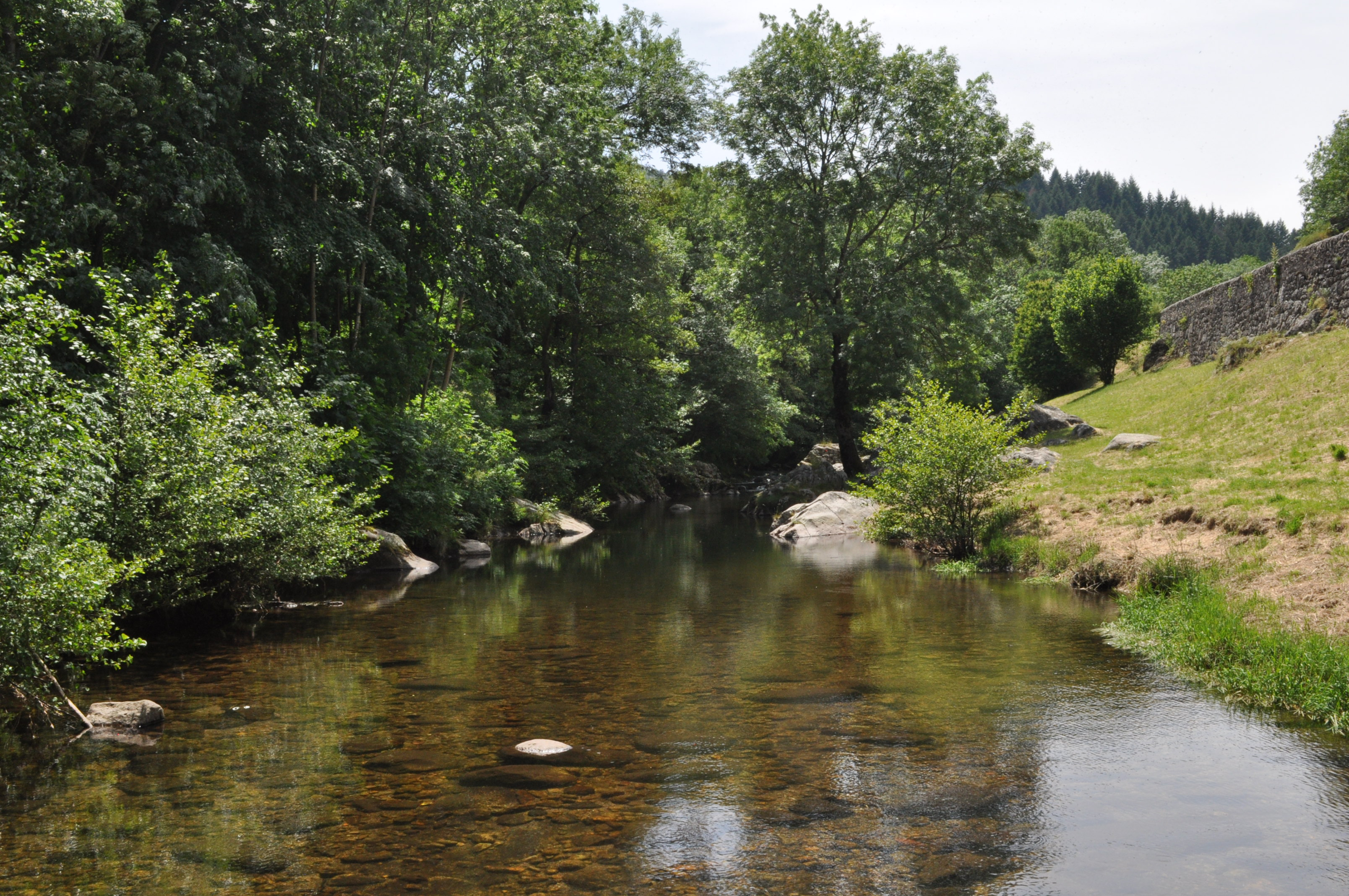
La Glueyre.
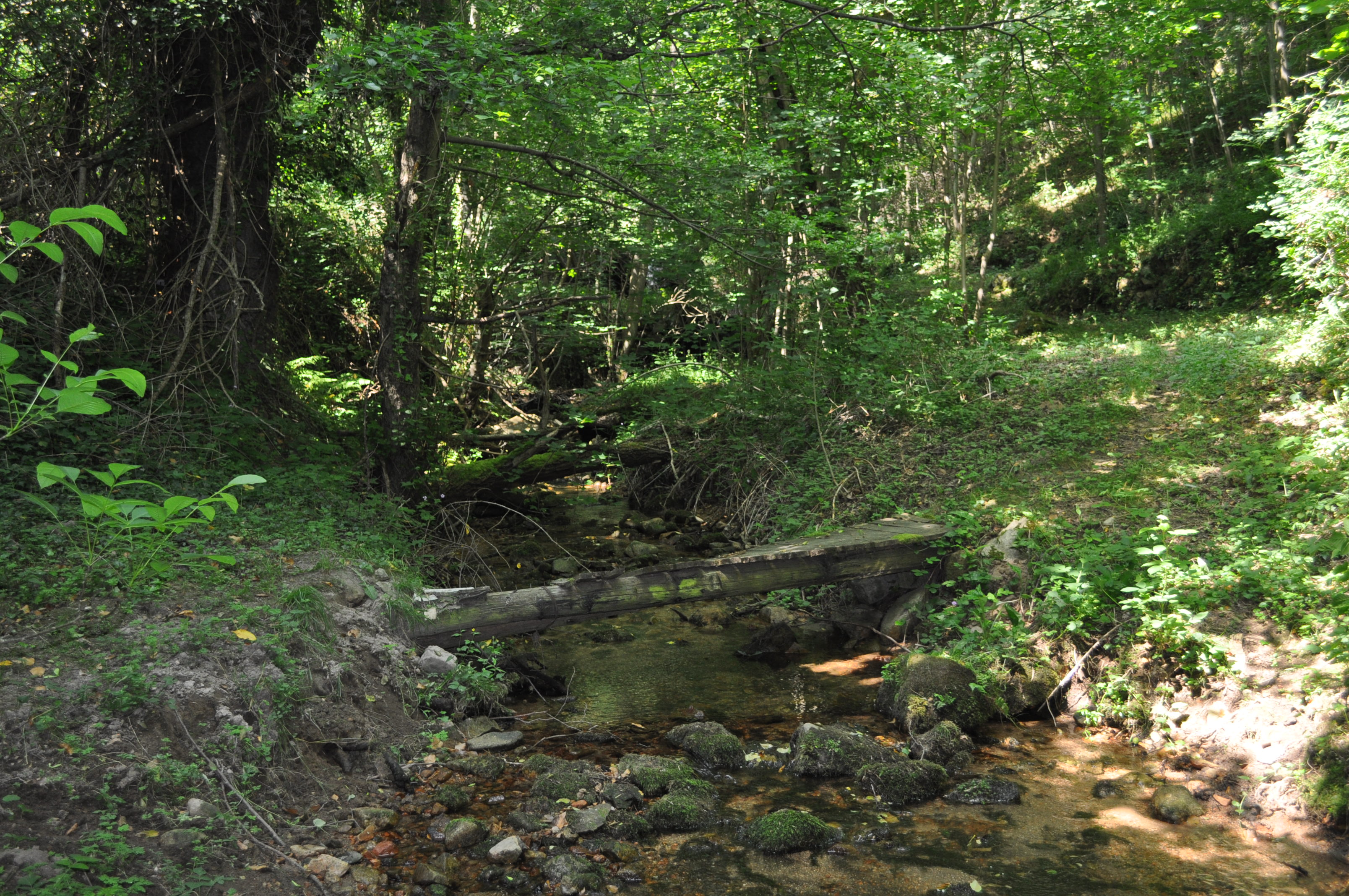
Le ruisseau de Veyrine.
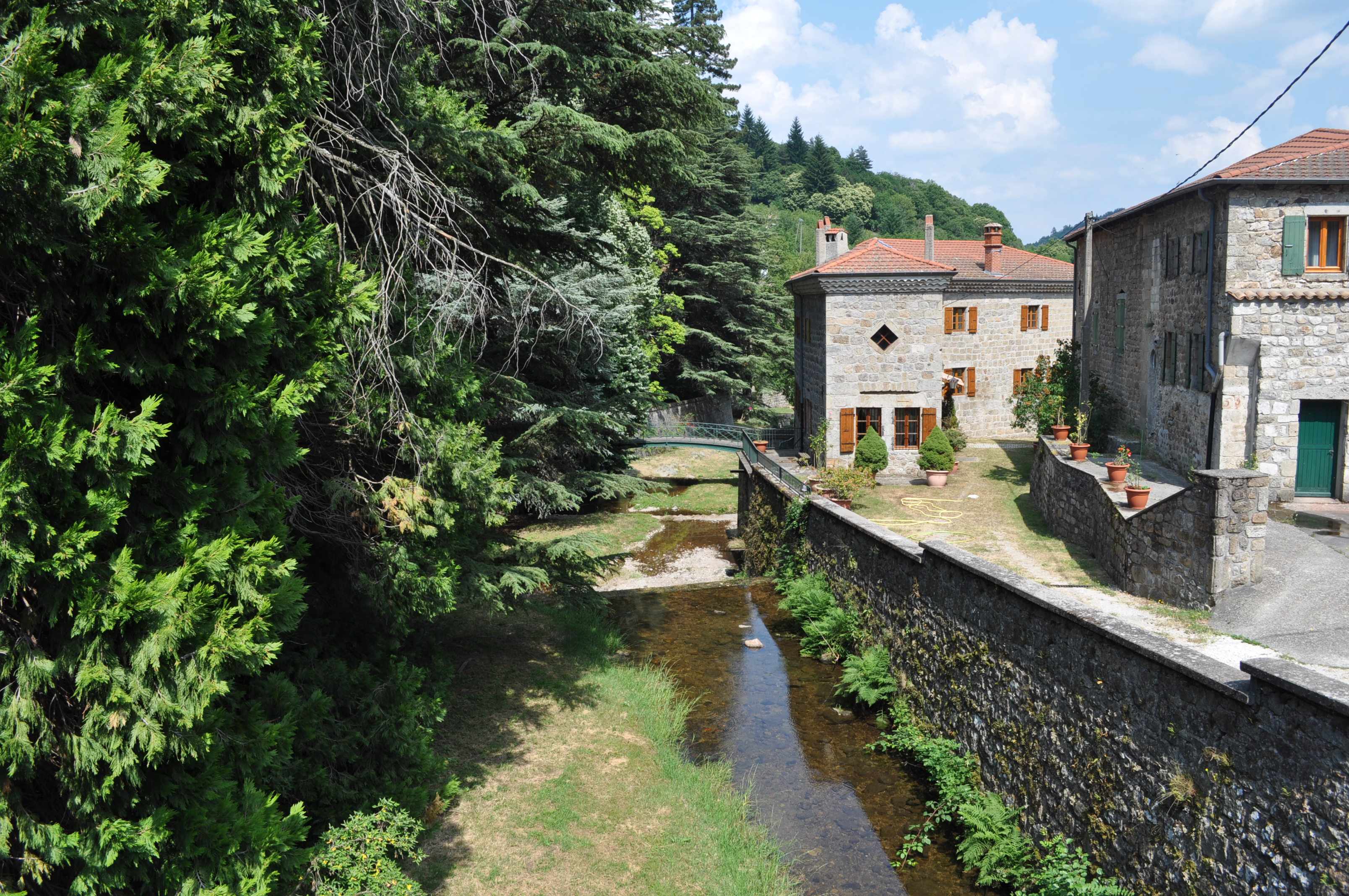
Le ruisseau de Crouset.

### Relief et géologie
La commune se situe dans la région montagneuse des Boutières, comprise dans les monts du Vivarais, à l'est du Massif central. La superficie de la commune est de 911 hectares ; son altitude varie entre 567 et 1 112 mètres (au serre de Riaille Ranc). La grande rue du village se situe à 630 m.
La partie nord de la commune (où se trouve le village) est composée de vallées étroites, encaissées et relativement profondes, qui ont très largement entaillé l'ancien plateau ardéchois. La partie sud de la commune est traversée par le serre de Champ Maux, une formation montagneuse de plus d'un kilomètre de large qui s'étend sur une longueur d'environ huit kilomètres entre le col des Quatre Vios à l'ouest et Saint-Pierreville à l'est. Ce massif culmine à 1 073 mètres d'altitude, son sommet étant au nord-ouest du lieu-dit de Soubeyranne. On trouve également un autre serre dans la partie nord de la commune : le serre du Pendey qui doit son nom à un lieu-dit de sa face nord. Ce serre, plus modeste que celui de Champ Maux, s'étend d'ouest en est du Rocher de Don (commune de Marcols-les-Eaux) au nord-ouest du village d'Albon. C'est sur cette formation que l'on trouve le Rocher de Bon Temps qui domine le village.
La commune est dominée au nord-ouest par le Rocher de Don (ou « Rocher du Don », culminant à 1 169 mètres), au nord-nord-ouest par le serre de Tailac (1 086 m), au nord par le col de la Faye (1 019 m) et par les orgues basaltiques du serre le Pal (appelé aussi « Serre de la Pal » ou « Serre la Pal », 1 098 m). Au sud, la commune est dominée par le Goulet de Malpertu (1 074 m), au sud-ouest par le col des Quatre Vios (1 149 m) et au sud-est par le col de Champlot (829 m).
La commune comporte également un ancien volcan, la Graveyre, situé au sud-ouest du territoire communal, sur la frontière avec Marcols-les-Eaux, mais le sommet (1 034 m) se trouve à Albon-d'Ardèche. On peut y observer un chiras sur sa face nord. La Graveyre s'est mise en place à la fin du Miocène, il y a environ 7 millions d'années, dans la continuité du volcanisme du Pays des Sucs et du Velay oriental. Cette phase de dynamisme volcanique a débuté il y a environ 16 millions d'années dans la Haute-Loire, avec des laves très fluides (basaltes), pour se terminer dans les Boutières, il y a environ 7 millions d'années, avec des laves plus visqueuses (trachytes et phonolites) en raison d'une différenciation du magma au cours du temps : sa concentration en silice a augmenté, ce qui a eu pour conséquence d'accroître sa viscosité. Les derniers événements de cette période volcanique sont contemporains des coulées du plateau du Coiron.
Selon les cartes géologiques du Bureau de recherches géologiques et minières, la commune est essentiellement granitique, avec des couches de granite hololeucocrate hétérogène à feldspaths automorphes et de leucogranite subalcalin à biotite et cordiérite. On peut également observer très localement des anatexites à cordiérite et grenat dans le nord de la commune, le long de la route D 409.

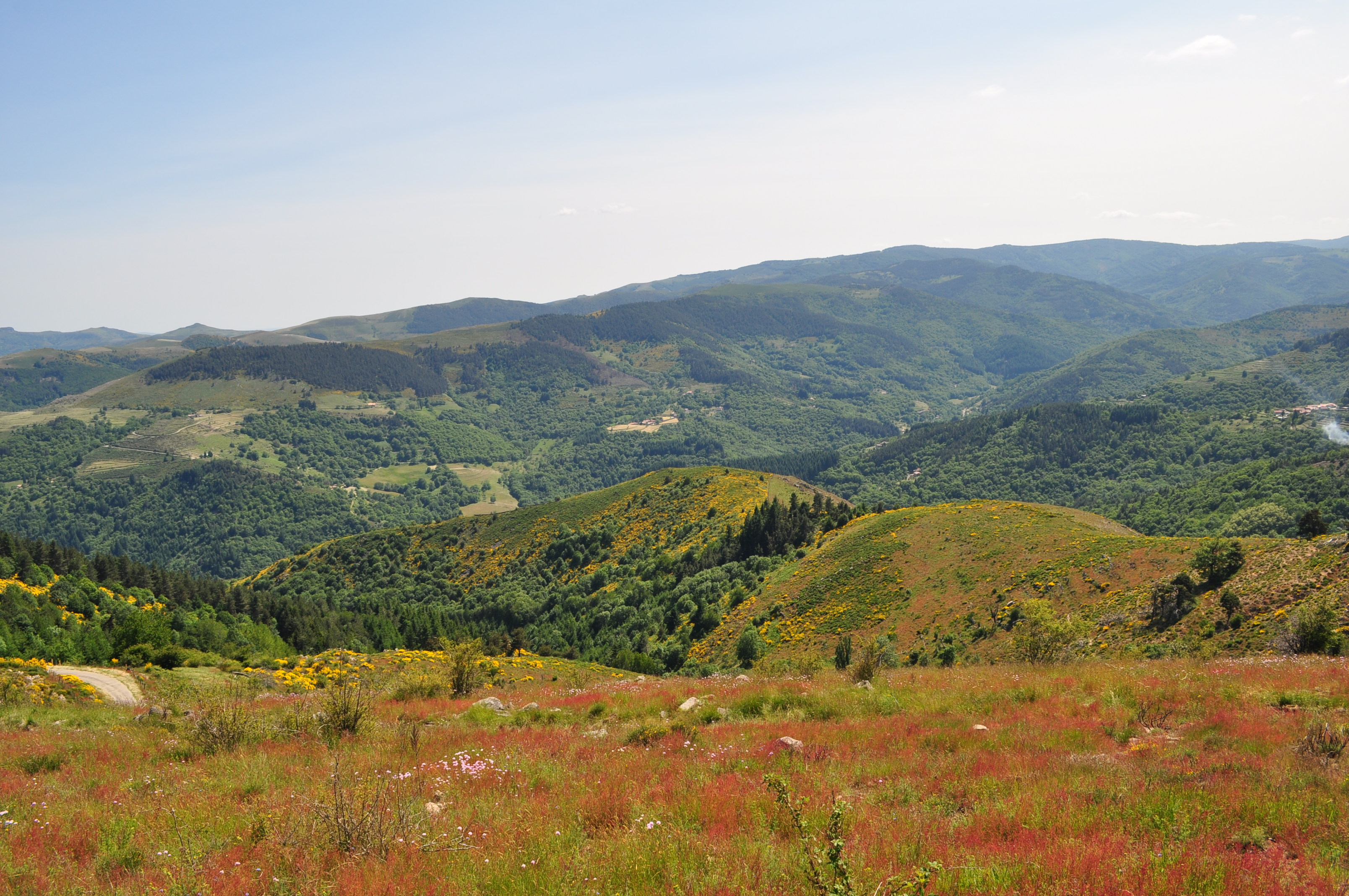
Albon-d'Ardèche vue depuis le serre de Pal.
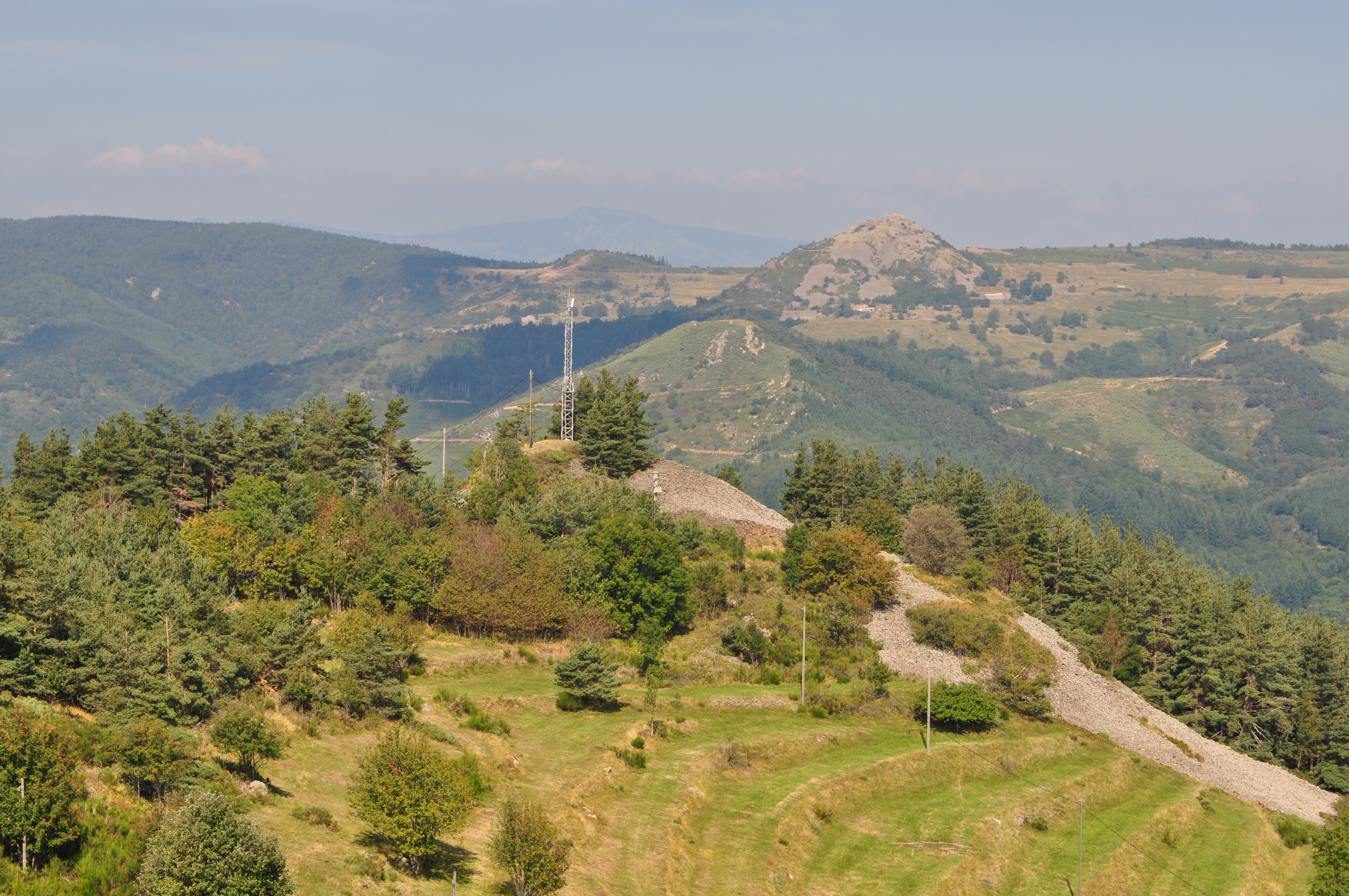
La Graveyre (premier plan).
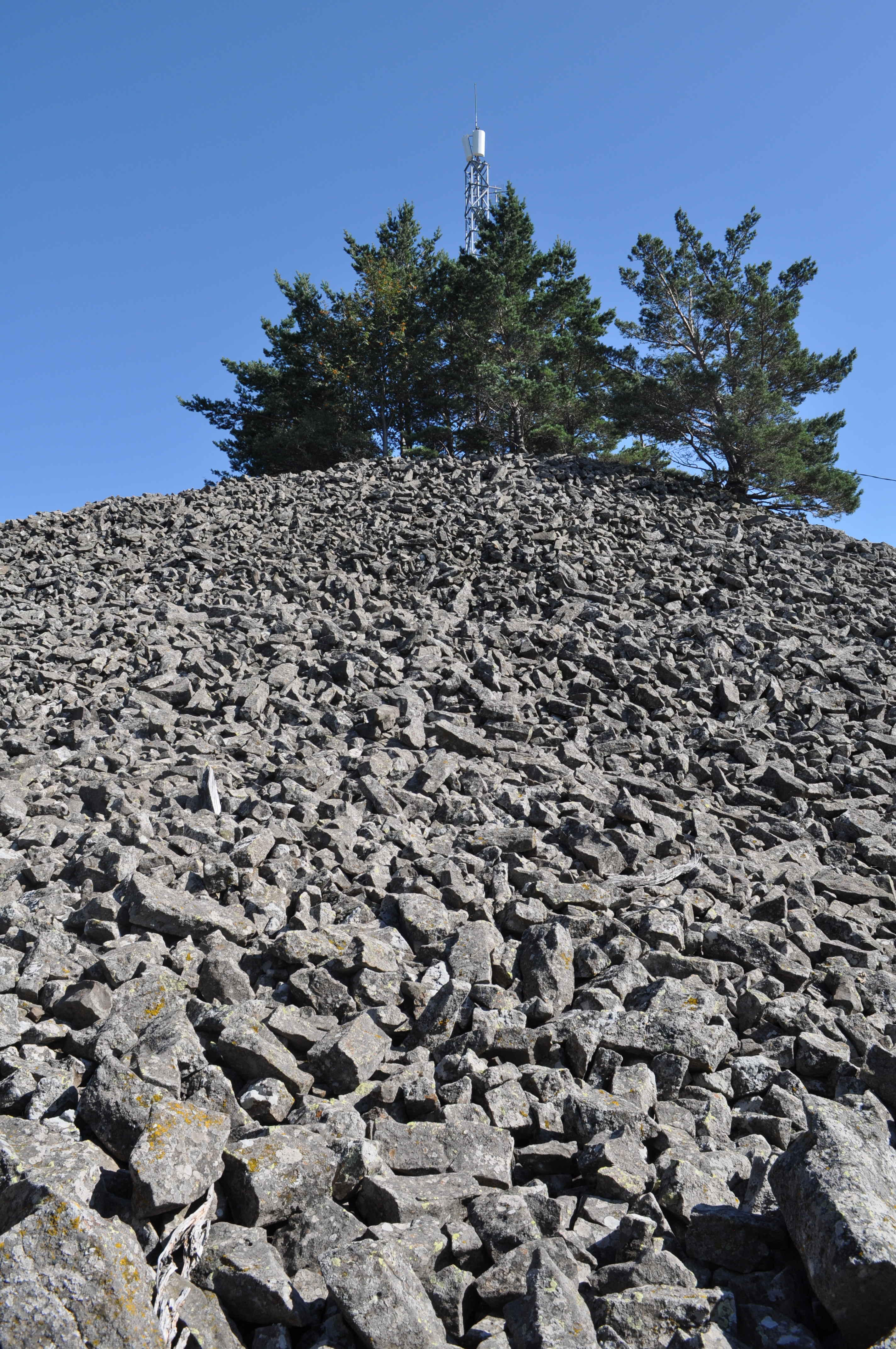
Le sommet de la Graveyre.
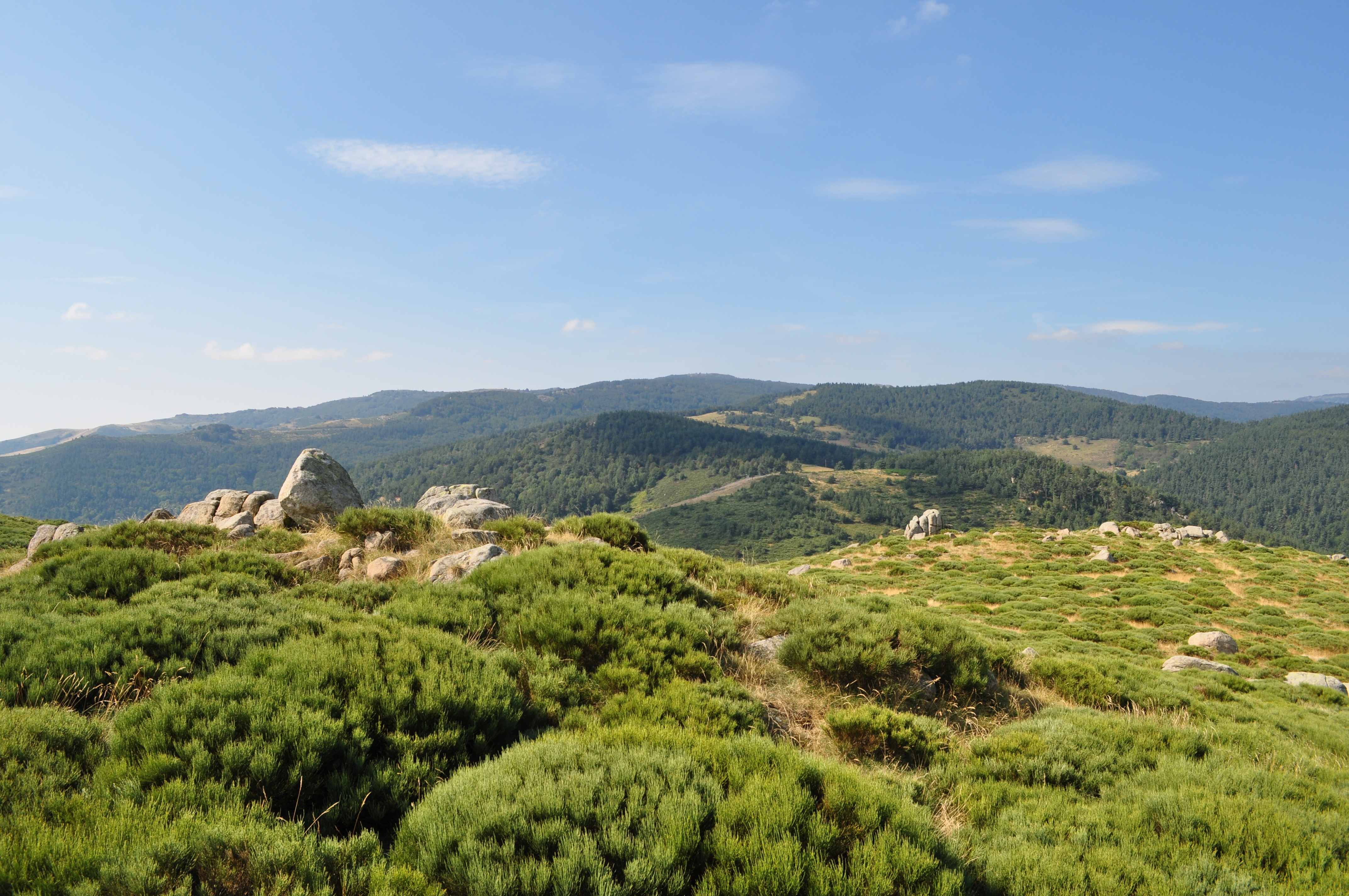
Le serre de Champ Maux (ouest).
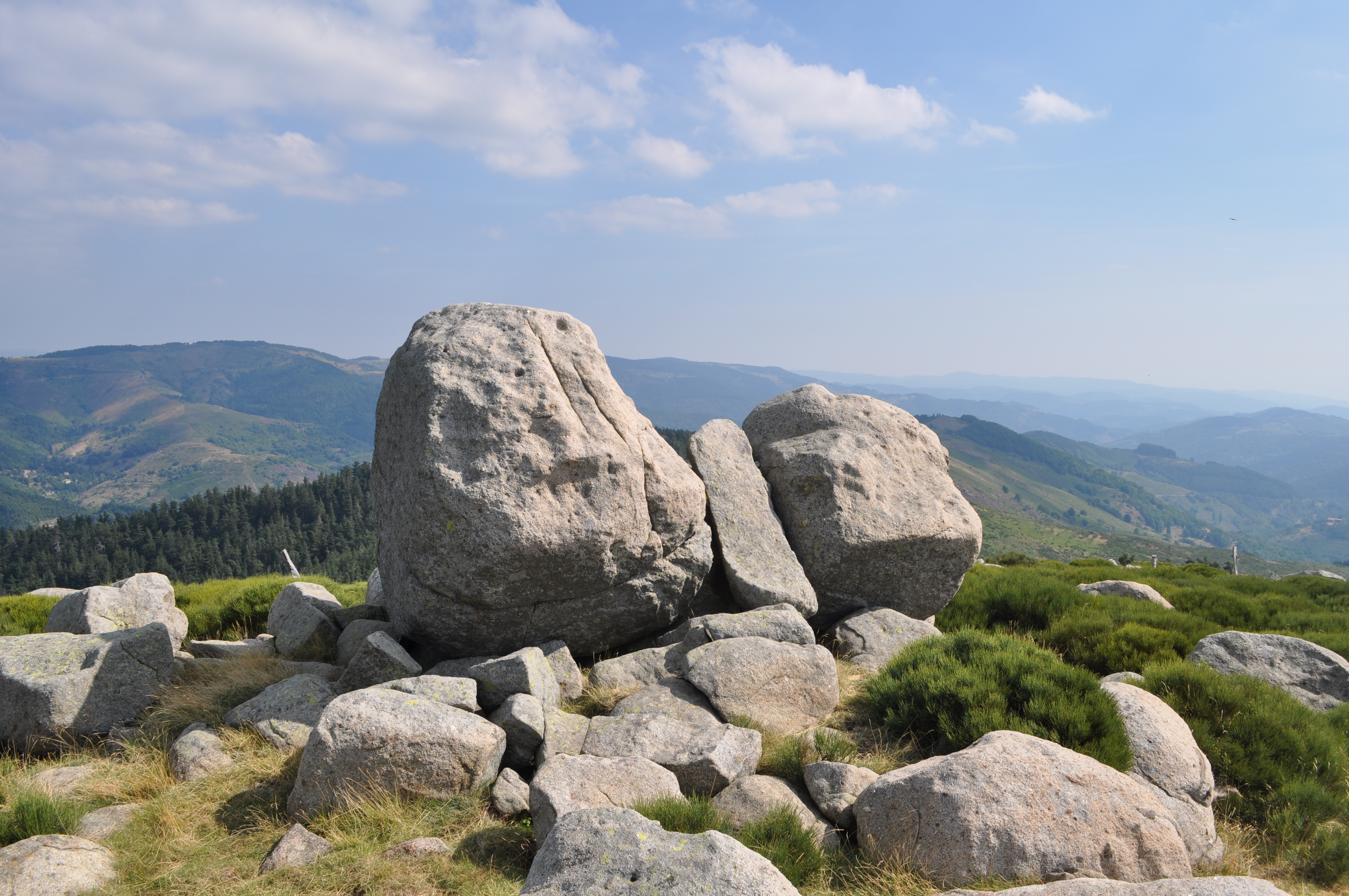
Le sommet du serre de Champ Maux.

### Climat
Pour des articles plus généraux, voir Climat d'Auvergne-Rhône-Alpes et Climat de l'Ardèche.
En 2010, le climat de la commune est de type climat méditerranéen franc, selon une étude du CNRS s'appuyant sur une série de données couvrant la période 1971-2000. En 2020, Météo-France publie une typologie des climats de la France métropolitaine dans laquelle la commune est exposée à un climat de montagne ou de marges de montagne et est dans la région climatique Sud-est du Massif Central, caractérisée par une pluviométrie annuelle de 1 000 à 1 500 mm, minimale en été, maximale en automne.
Pour la période 1971-2000, la température annuelle moyenne est de 9,9 °C, avec une amplitude thermique annuelle de 16,9 °C. Le cumul annuel moyen de précipitations est de 1 473 mm, avec 8,5 jours de précipitations en janvier et 5,6 jours en juillet. Pour la période 1991-2020, la température moyenne annuelle observée sur la station météorologique de Météo-France la plus proche, « St-Pierreville », dans la commune de Saint-Pierreville à 5 km à vol d'oiseau, est de 11,9 °C et le cumul annuel moyen de précipitations est de 1 393,0 mm,. Pour l'avenir, les paramètres climatiques de la commune estimés pour 2050 selon différents scénarios d'émission de gaz à effet de serre sont consultables sur un site dédié publié par Météo-France en novembre 2022.

### Voies de communication et transports
Le village d'Albon se trouve à l'intersection des routes départementales D 102, qui relie Saint-Sauveur-de-Montagut et Mézilhac, et D 409, qui relie le village à la route D 277, au niveau du lieu-dit de la Fauritte dans la commune de Saint-Christol, dans la vallée du Talaron. Le hameau de Féouzets au sud de la commune est accessible via la route D 211 qui relie le col des Quatre Vios au lieu-dit de Champlot à Saint-Pierreville. Comme il n'existe aucune route (départementale ou communale) qui permet de relier directement le village d'Albon à Féouzets en raison du relief, il est nécessaire de contourner le serre de Champ Maux par Marcols-les-Eaux ou Saint-Pierreville.
La très grande majorité des routes de la commune sont des chemins ruraux étroits et sinueux qui permettent d'accéder aux différents hameaux. Toutes ces routes présentent une fréquentation faible ou très faible. Le conseil général de l'Ardèche estime un trafic de 353 véhicules par jour pour les deux sens sur la route D 102, la plus fréquentée de la commune, avec une part négligeable de poids lourds.
Depuis la mise en place, en décembre 2010, du Service express public de transport de l'Ardèche (le « Sept ») dans le département, la commune d'Albon n'est plus accessible par les transports en commun, mis à part les transports scolaires. La gare voyageur la plus proche est celle de Valence-Ville, située à 57 kilomètres.
D'un point de vue historique, le plus ancien axe de communication connu dans la commune serait une voie en pierre dans la vallée de la Veyruègne. D'autres voies devaient cependant exister dans la vallée de la Glueyre ou pour se rendre au prieuré de Saint-Julien-d'Urcival (étant donné qu'il s'agissait de la plus importante implantation de l'abbaye de la Chaise-Dieu dans les Boutières).

## Urbanisme

### Typologie
Au 1er janvier 2024, Albon-d'Ardèche est catégorisée commune rurale à habitat dispersé, selon la nouvelle grille communale de densité à 7 niveaux définie par l'Insee en 2022.
Elle est située hors unité urbaine et hors attraction des villes,.

### Occupation des sols
L'occupation des sols de la commune, telle qu'elle ressort de la base de données européenne d’occupation biophysique des sols Corine Land Cover (CLC), est marquée par l'importance des forêts et milieux semi-naturels (91,9 % en 2018), une proportion identique à celle de 1990 (91,9 %). La répartition détaillée en 2018 est la suivante : 
forêts (58,6 %), milieux à végétation arbustive et/ou herbacée (33,3 %), zones agricoles hétérogènes (5,7 %), prairies (2,5 %).
L'évolution de l’occupation des sols de la commune et de ses infrastructures peut être observée sur les différentes représentations cartographiques du territoire : la carte de Cassini (XVIIIe siècle), la carte d'état-major (1820-1866) et les cartes ou photos aériennes de l'IGN pour la période actuelle (1950 à aujourd'hui).

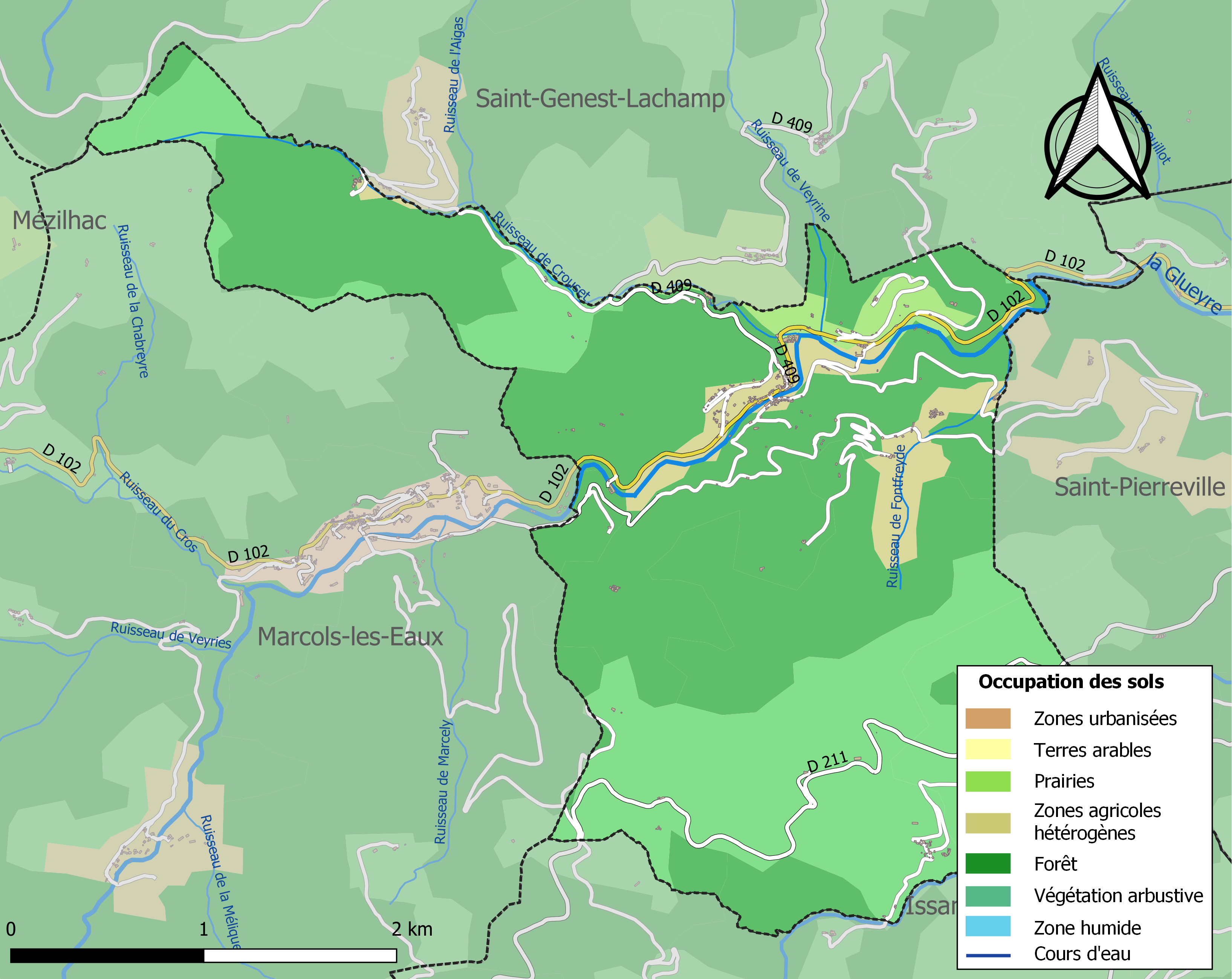
Carte des infrastructures et de l'occupation des sols de la commune en 2018 (CLC).

### Risques naturels

#### Risques sismiques
La totalité du territoire de la commune d'Albon d'Ardèche est situé en zone de sismicité no 3 (sur une échelle de 1 à 5), comme la plupart des communes situées dans la vallée du Rhône et la Basse Ardèche, mais non loin de la limite orientale de la zone no 2 qui correspond au plateau ardéchois.
| Type de zone | Niveau            | Définitions (bâtiment à risque normal) |
| ------------ | ----------------- | -------------------------------------- |
| Zone 3       | Sismicité modérée | accélération = 1,1 m/s2                |

### Lieux-dits, hameaux et écarts
En plus du village d'Albon, la commune compte plus d'une trentaine de lieux-dits et hameaux :

#### Féouzet
Féouzet est le plus grand hameau de la commune d'Albon-d'Ardèche, il est divisé en deux parties : le Petit Féouzet et le Grand Féouzet, c'est pourquoi le nom de Féouzet, quand on parle des deux parties réunies, est parfois orthographié « Féouzets » (au pluriel).
Féouzet se situe dans la vallée de la Veyruègne, au sud du serre de Champ Maux, en contrebas de la route D 211 reliant le col des Quatre Vios au village de Saint-Pierreville. Le Petit Féouzet se situe à environ 790 mètres d'altitude et le Grand Féouzet, situé plus bas dans la vallée, à environ 755 mètres. Le hameau se trouve à l’extrême sud de la commune et est relativement éloigné du village d'Albon. De plus, il n'existe aucune route départementale directe entre Albon et Féouzet.
En 1317, le lieu-dit est connu sous le nom de Mas de Feuzet. Durant le Moyen Âge, Féouzet, qui appartient aux seigneurs de Montagut, développe une agriculture et un artisanat relativement importants, le hameau possède également un moulin. Vers le XVIIe siècle, la population de Féouzet est (comme celle du village d'Albon) très majoritairement protestante, ce qui, dans le contexte de l'époque, empêche le hameau de se développer convenablement. Cependant, la population reste importante et la construction d'un moulinage (aujourd'hui en ruine) pour le travail de la soie durant le XIXe siècle, entraîne une hausse de la démographie et la création d'une école. Depuis le début du XXe siècle et le déclin de l'industrie de la soie, la population de Féouzet a diminué de façon significative.

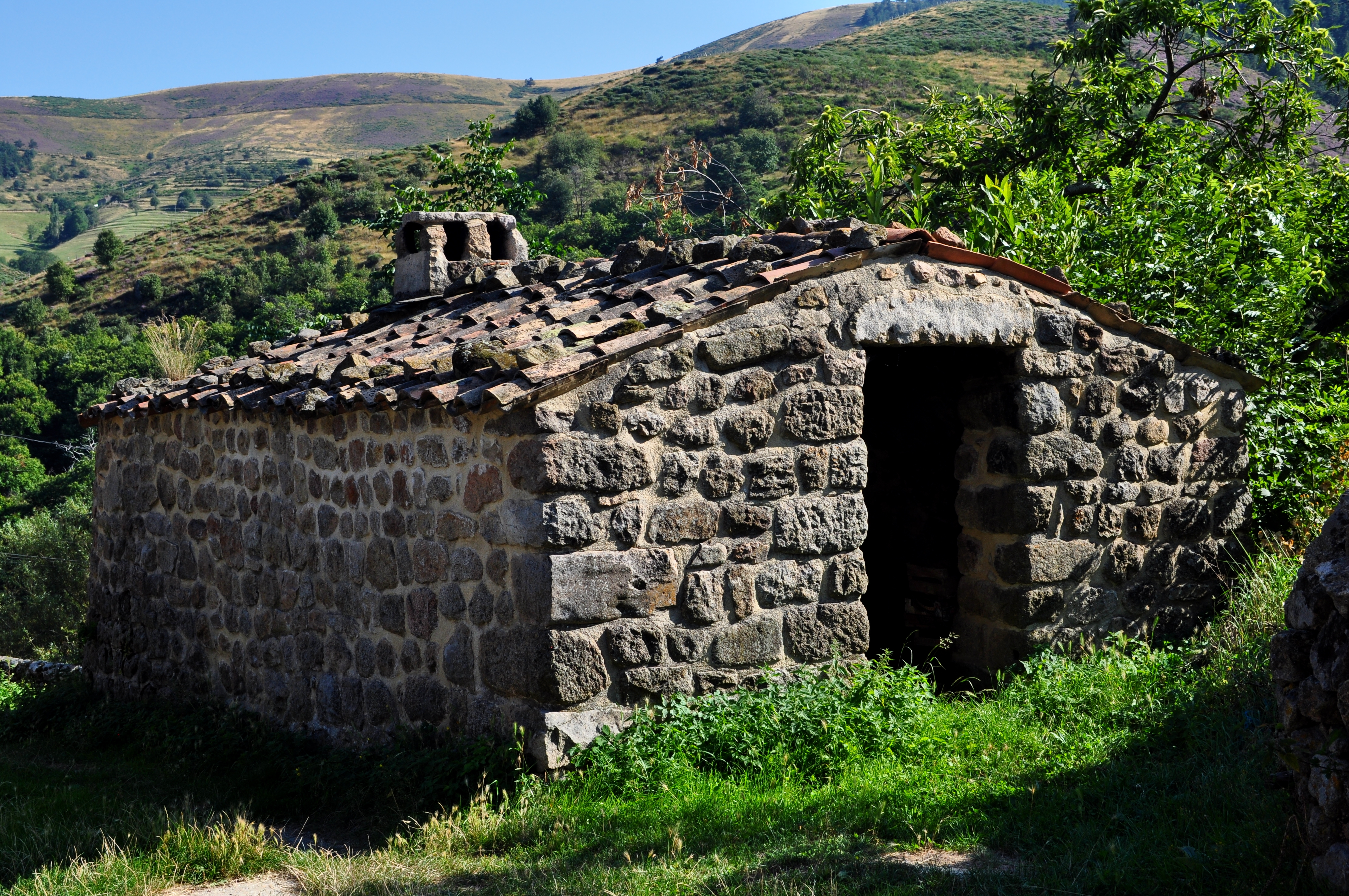
Le four à pain de Féouzet.
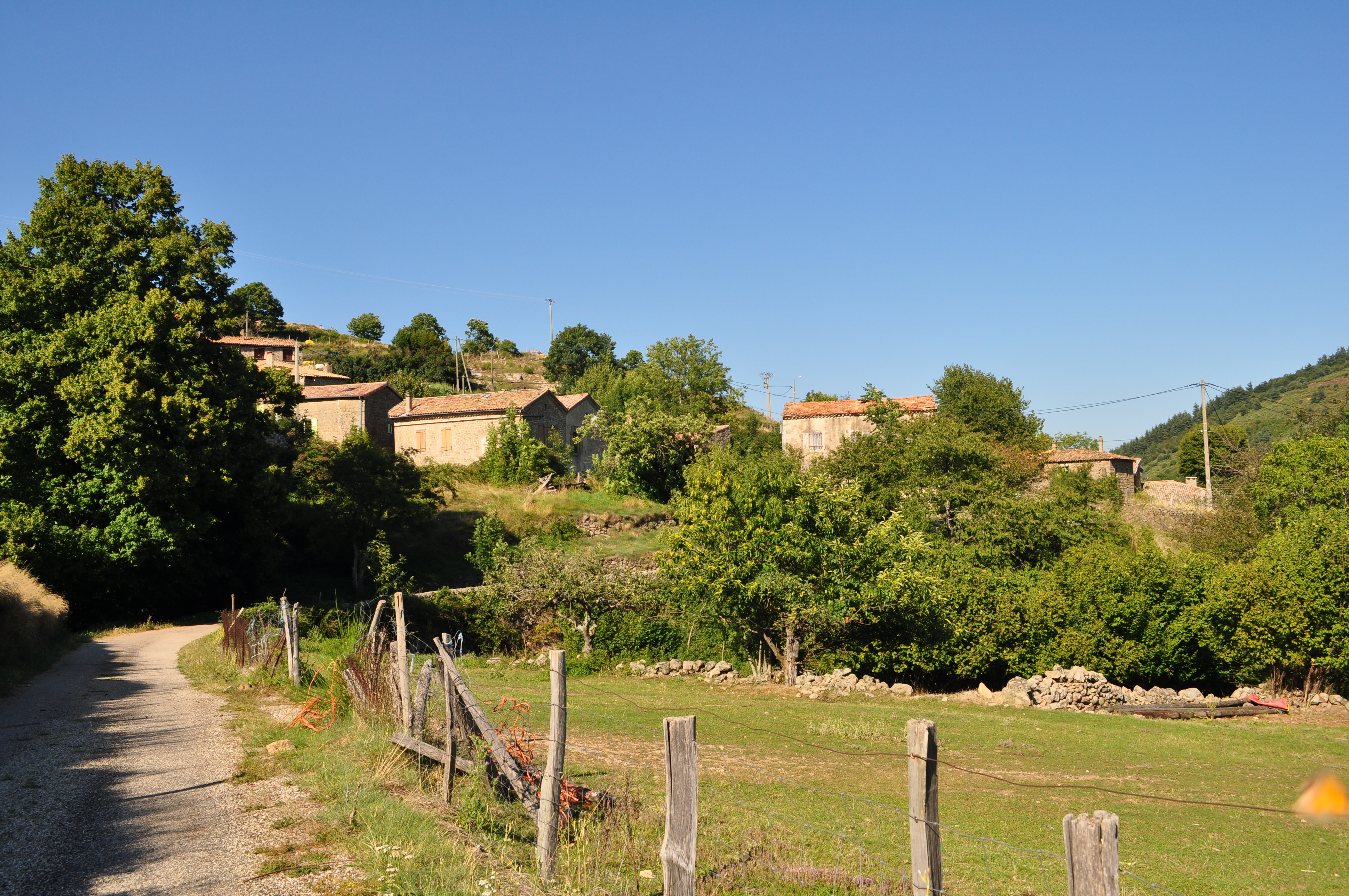
Le Grand Féouzet.
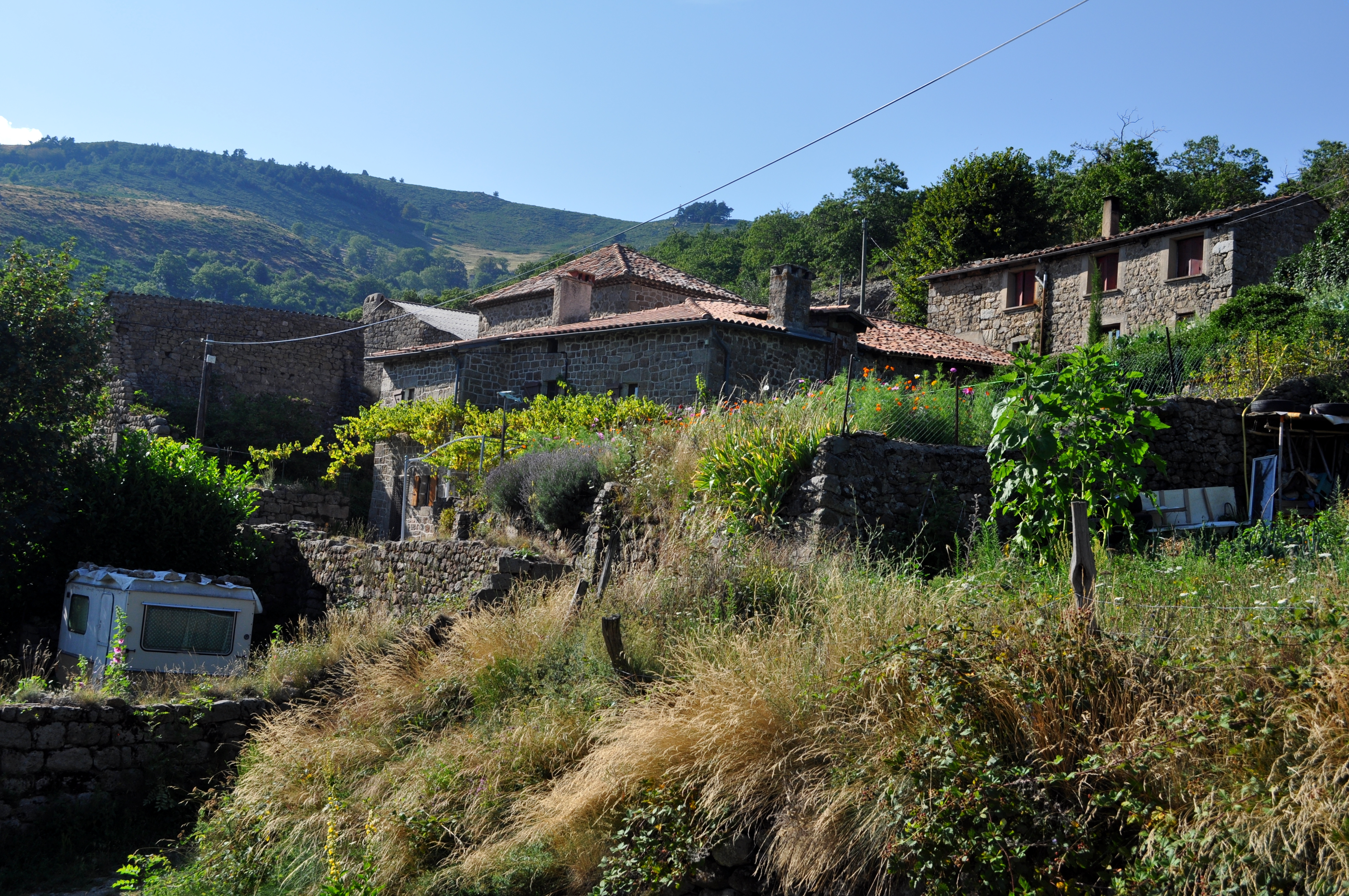
Le Grand Féouzet.
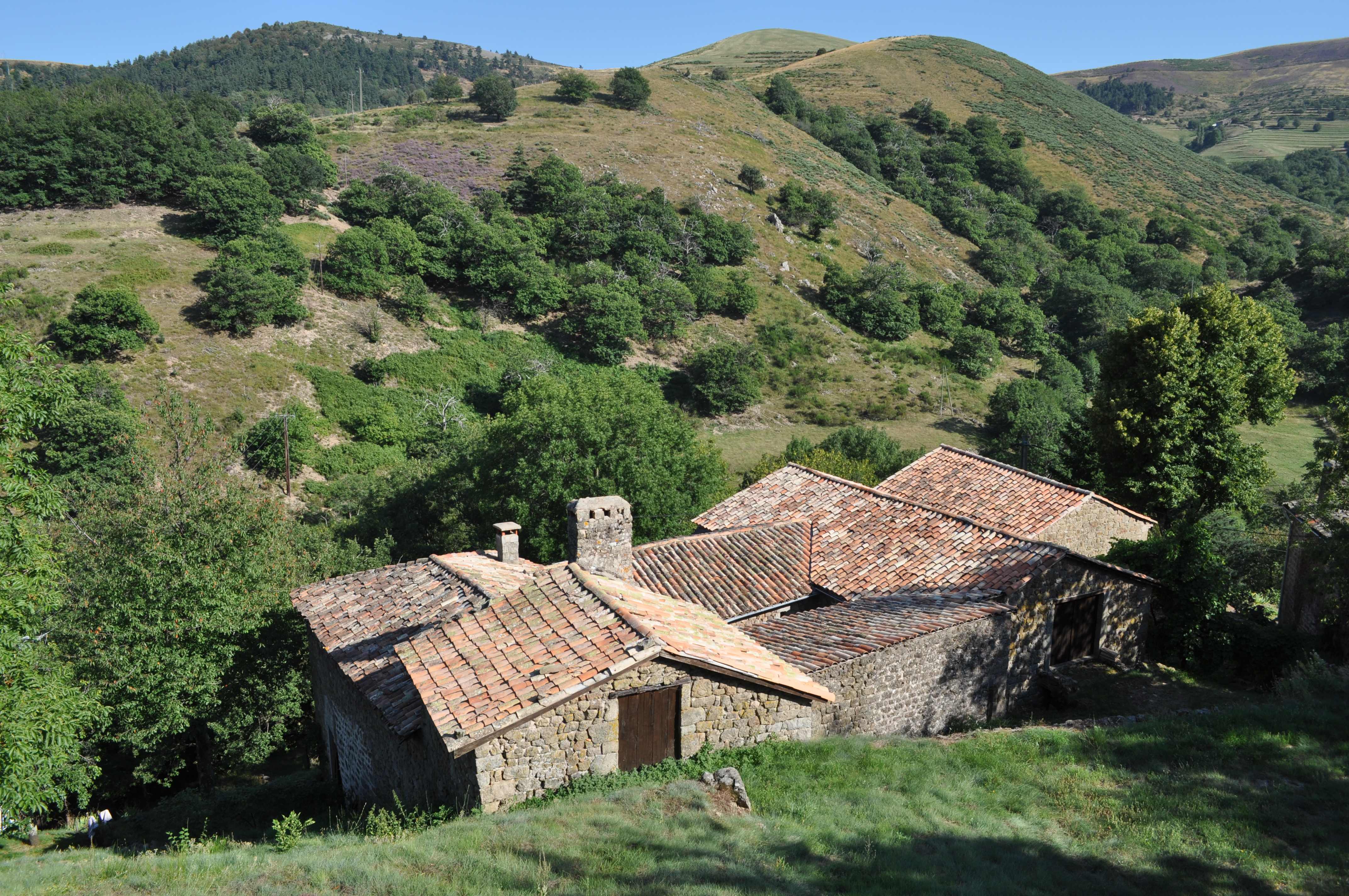
Le Grand Féouzet.

#### Serrepuy
Serrepuy est le deuxième hameau de la commune par sa taille. Il se trouve sur l'ancienne route reliant Marcols-les-Eaux à Saint-Pierreville et domine le village par le sud, une pierre taillée indiquant l'altitude du lieu-dit : 720 m. Autrefois, il s'agissait d'un lieu d'assemblée où la population se rendait le dimanche après le sermon, pour boire et jouer. Cependant, quand la route longeant la Glueyre a été construite, Serrepuy fut délaissé au profil d'Albon. On peut y voir une ancienne arche datée de 1671 et on retrouve également les traces d'une famille Serrepuy habitant le hameau depuis cette époque jusqu'à la fin du XIXe siècle. C'est aussi à Serrepuy où le premier temple d'Albon-d'Ardèche a été bâti : des cultes s'y tinrent de 1810 à 1859. Les pierres du temple ont ensuite été utilisées pour la construction du temple actuel, situé dans le village d'Albon.
La commune d'Albon-d'Ardèche comporte également de nombreux autres lieux-dits ou hameaux plus modestes. Cette liste est non exhaustive car un grand nombre de flancs de montagnes, de ruisselets, voire de parcelles, portent un nom qui leur est propre. La plupart de ces noms se sont perdus au cours de l'Histoire.

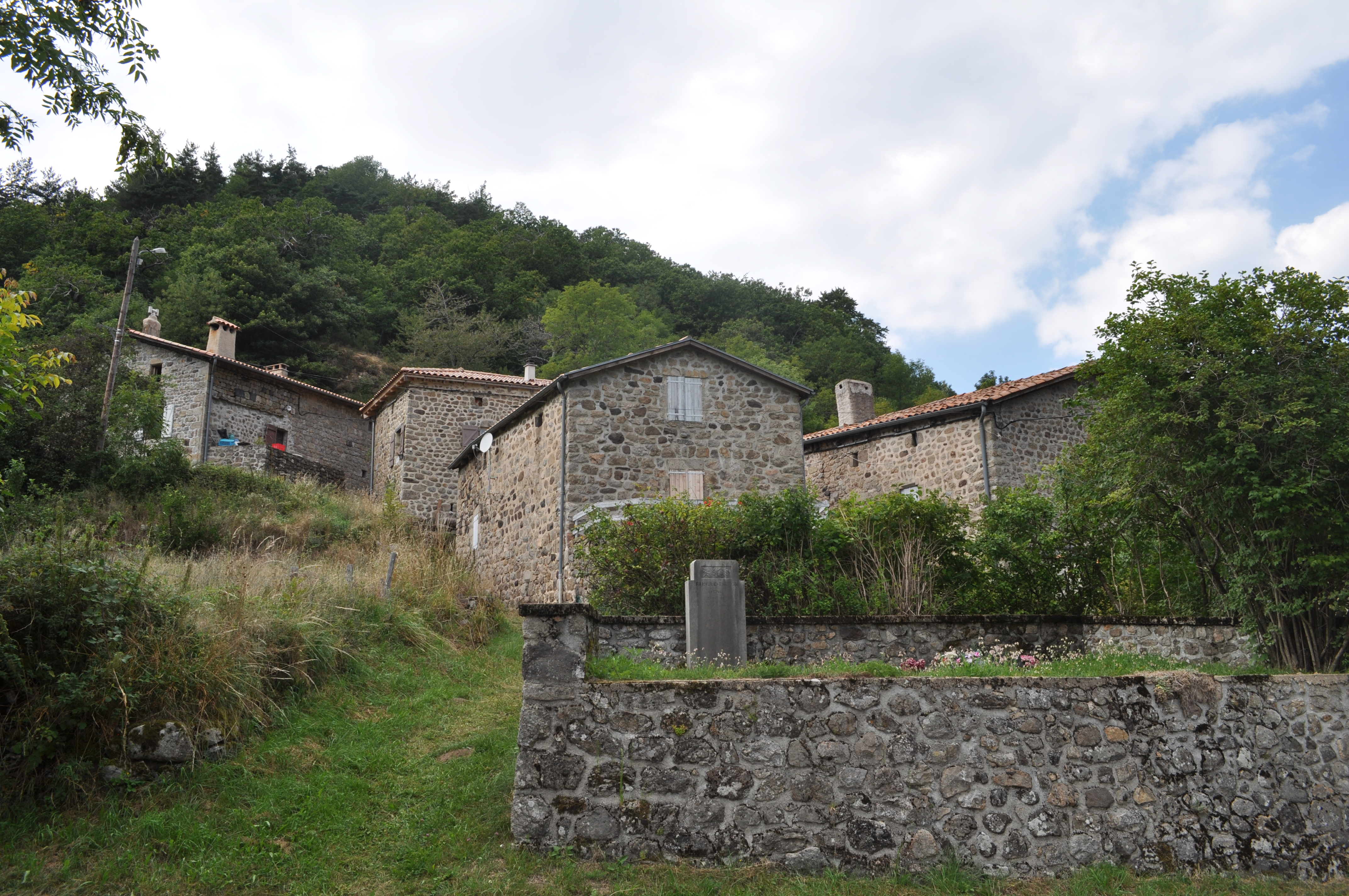
Crouzet.
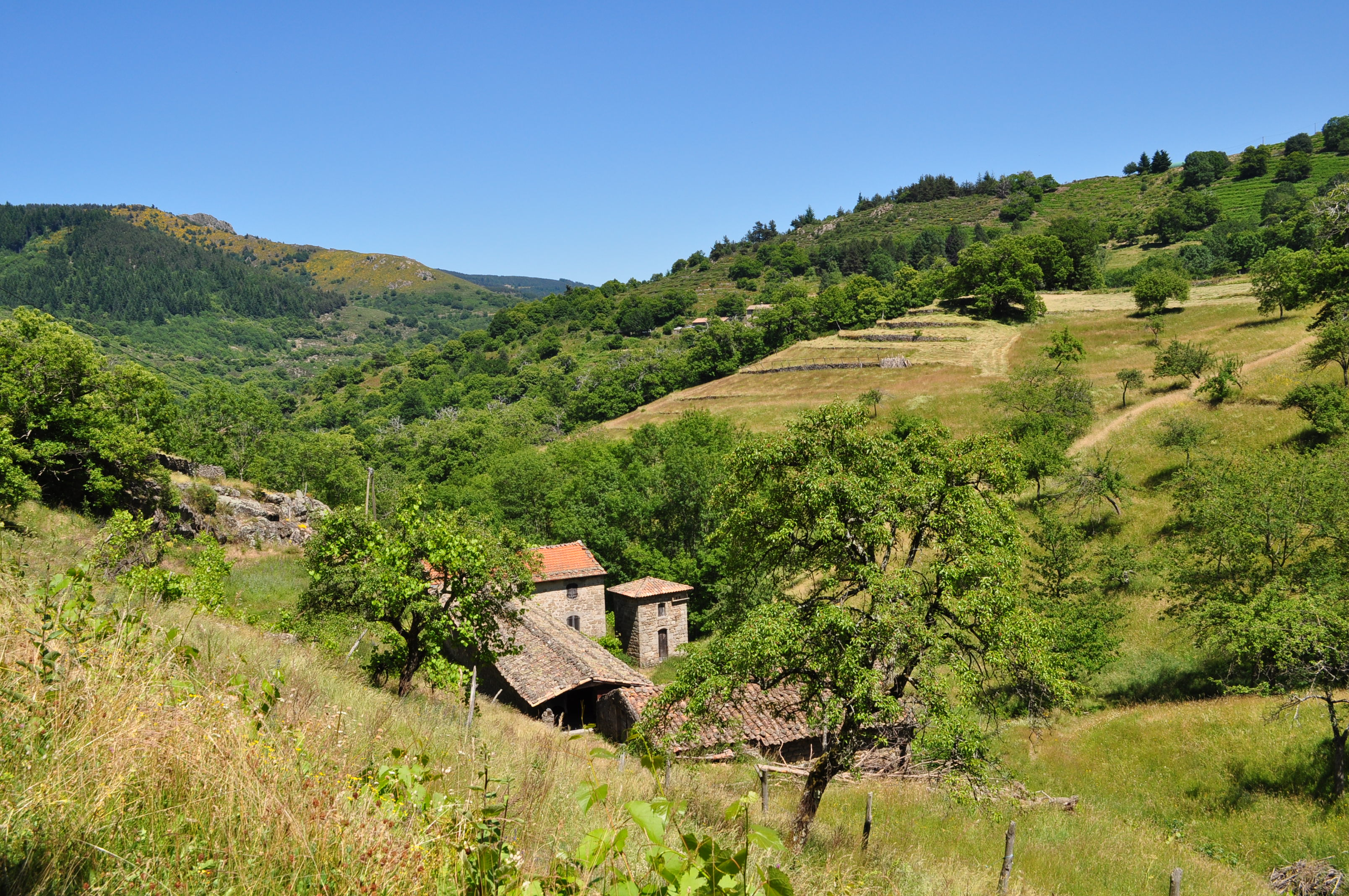
Le Moulin Vieux.
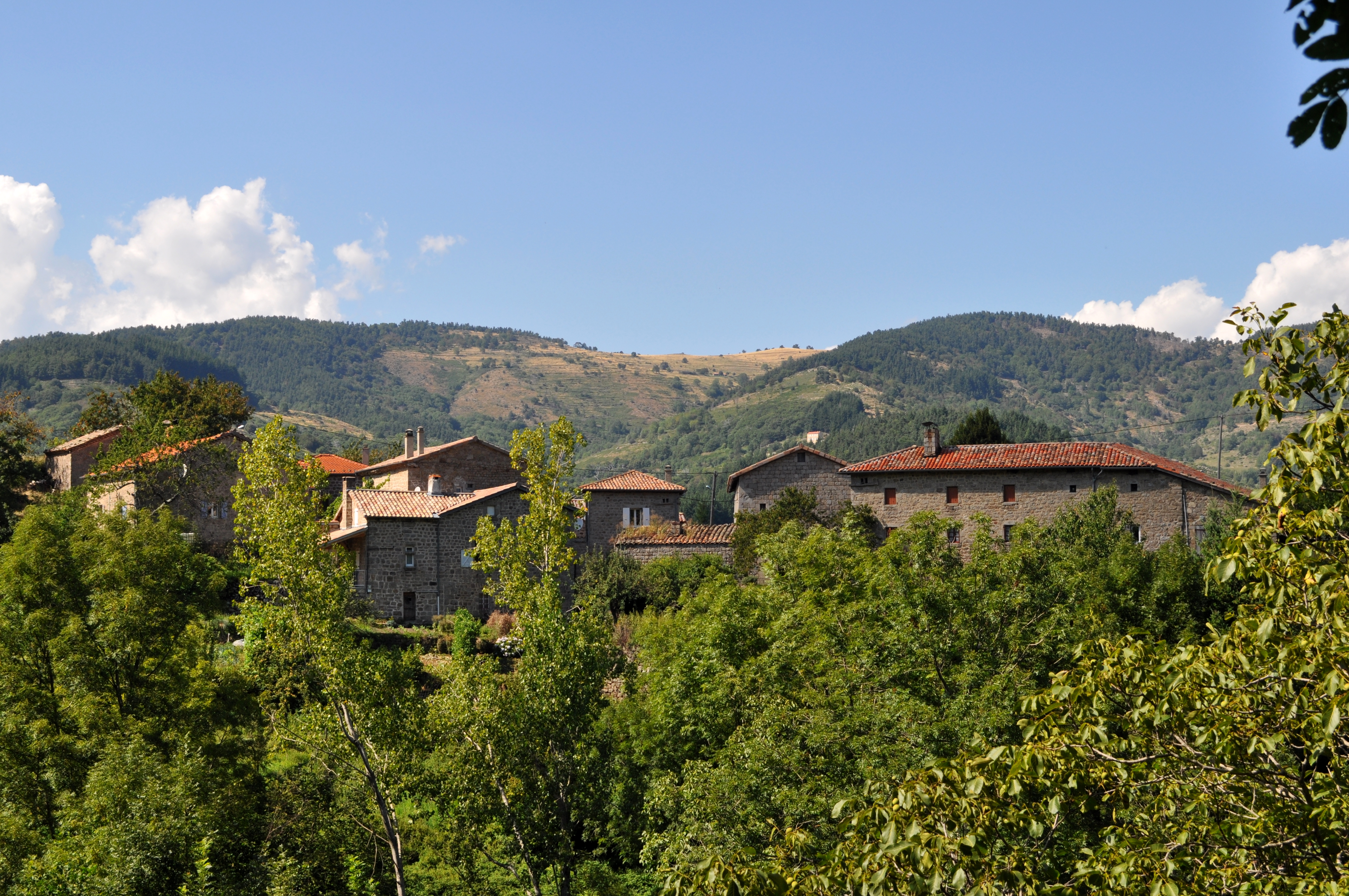
Serrepuy.
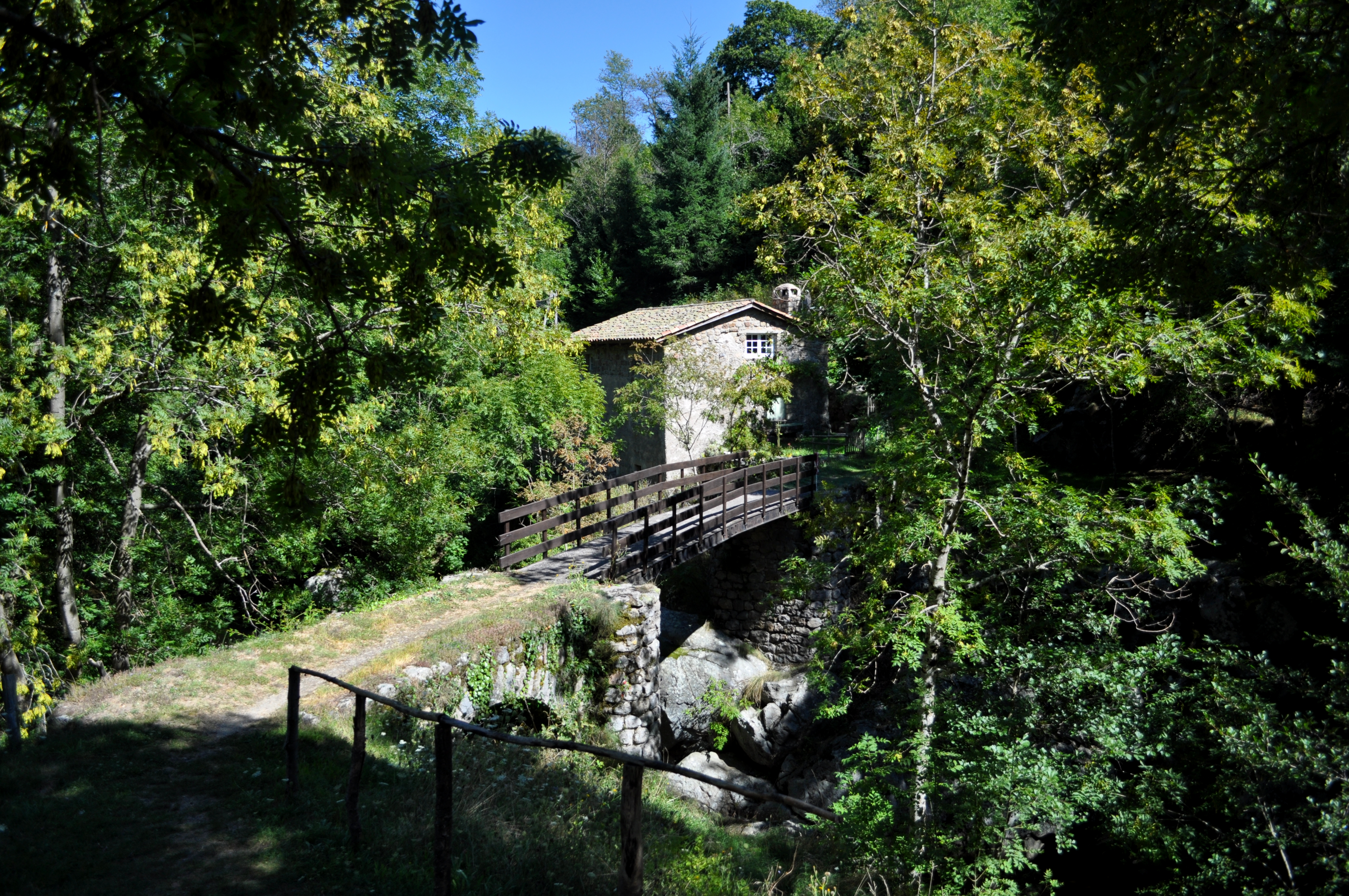
L'ancien moulin du Barry.

### Logement
En 2009, le nombre total de logements dans la commune était de 210, alors qu'il était de 208 en 1999. Parmi ces logements, 39,3 % étaient des résidences principales, 43,6 % des résidences secondaires et 17,1 % des logements vacants. Ces logements étaient pour 90,5 % d'entre eux des maisons individuelles et pour 8,5 % des appartements. De plus, 74,7 % des logements étaient des résidences principales en 2009 alors qu'en 1999 elles ne représentaient qu'une part de 60,7 %.

## Toponymie
Le nom de la localité est attesté sous les formes Albonem au XIe siècle ; Albo au XIIe siècle ; Dalbonem au XIIe siècle (par agglutination de l'article indéfini).
Lors de sa création en 1912, la commune portait le nom Albon. Elle change officiellement de nom le 1er janvier 2001 pour mettre fin à la confusion avec la commune d'Albon en Drôme et devient Albon-d'Ardèche
Le nom d’Albon vient du mot albus qui désignait autrefois le peuplier. De nombreux noms de lieux-dits de la commune d'Albon-d'Ardèche et des communes voisines sont issus de noms de végétaux : la Blache vient du mot blacheira « chêne blanc », la Rouveyre vient de roveira « chêne rouvre » et les toponymes dérivés des mots fau, faya ou fayet comme la Fayolle font référence aux hêtres. Dans la commune d'Albon-d'Ardèche on trouve aussi le ruisseau d'Alzon (l’alzon étant l'alisier) et le lieu-dit de la Sauzée (le mot sauzée désignait les saules).

## Histoire
Jusqu'en 1912, les actuelles communes d'Albon-d'Ardèche et de Marcols-les-Eaux formaient le village de Marcol.

### DuXeauXVesiècle: le temps des seigneuries

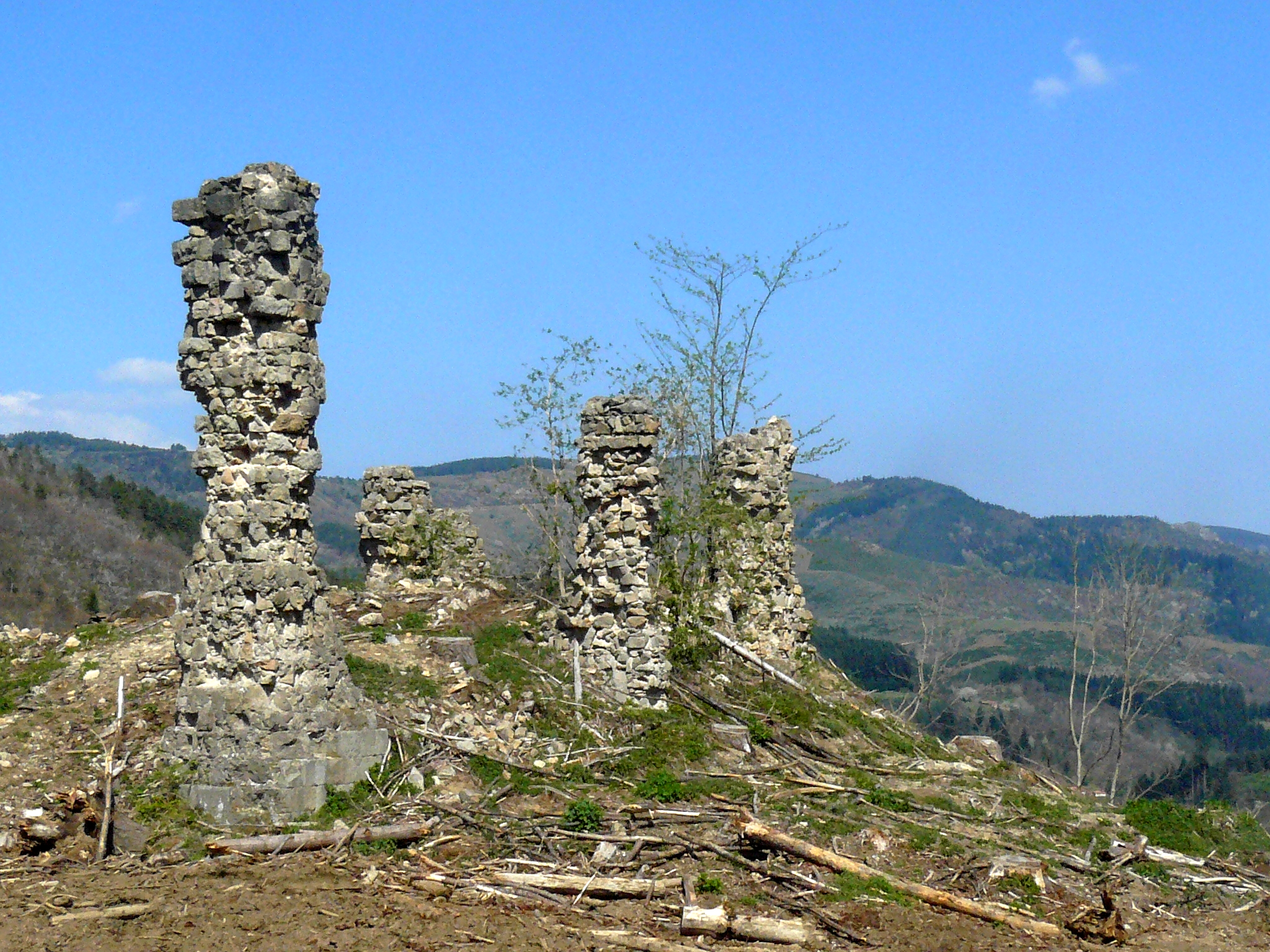
Les ruines du prieuré de Saint-Julien-d'Urcival.

Au Xe siècle, la vallée de la Glueyre et le site d'Albon-d'Ardèche sont traversés par un axe reliant la vallée du Rhône et Le Puy-en-Velay. On trouve notamment sur cette voie les châteaux de Don (ou « Dominus », cité au XIe siècle) et de Mézilhac (cité au XIIe siècle),. Ces terres qui ont fait l'objet de nombreux litiges appartiennent alors à la famille de la Roche-en-Régnier, originaire du Velay.
Entre 1046 et 1067 (sans doute vers 1060), Audebert de la Roche, fils de Régnier, fait don aux moines de l'abbaye de la Chaise-Dieu d'une église face au Rocher de Don en l'honneur de saint Julien, ainsi que d'un moulin pour racheter ses péchés,. Les Boutières font alors parties du diocèse de Viviers mais il n'a que peu d'influence et cette région intéresse particulièrement le diocèse du Velay.

« Je donne une église en l'honneur de Saint-Julien dans le territoire du Vivarais, située près du château appelé Dominus [...]. Je donne aussi le manse au milieu duquel l'église est bâtie, avec ses issues [...]. »

— Audebert de la Roche, cité par Albert Roche dans « Les Boutières en histoire n°5 »
L'église de la paroisse de Saint-Julien-d'Urcival (ou « Saint-Julien-d'Orcival », aujourd'hui en ruine) aurait été construite par des moines de l'abbaye de Saint-Chaffre, la première à s'être implantée dans les Boutières, vers 1034 (celle de la Chaise-Dieu ne s'est implantée que vers 1052 - toutes les deux par le biais de prieurés). Ces deux abbayes se partagent une grande partie de la région des Boutières. Les seigneurs de la Roche-en-Régnier possèdent alors des vignes à Saint-Julien-d'Urcival et dans les environs de Saint-Pierreville. À la fin du XIe siècle, Albon, Marcols et les hameaux de Mauras et de Féouzets deviennent les principales agglomérations de la paroisse : l’artisanat, la culture de céréales et l'élevage s'y développent,. Dans les années 1060, le prieuré de Saint-Julien-d'Urcival, fondé du vivant de Robert de Turlande, compte un prieur et deux moines. Il est constitué d'une église et de quelques petits bâtiments de résidence.
Le cartulaire du prieuré de Saint-Julien-d'Urcival, rédigé en latin puis en langues romanes durant les XIIe et XIIIe siècles, donne de nombreuses informations sur la vie dans la région à cette époque et recense notamment les donations faites à l'abbaye de la Chaise-Dieu. Il révèle également la présence de plusieurs villae (domaines) sur la future commune d'Albon, dont les noms donneront les noms actuels de certains lieux-dits (par exemple la villa mauracius qui est aujourd'hui le lieu-dit de Mauras). Les redevances imposées aux habitants sont lourdes et sont principalement constituées de seigle, vin, porcs, volailles, pain et miel, ce qui révèle une économie basée sur une agriculture et une viticulture développées (les seigneurs de Don possédaient des vignes sur le versant adret d'Albon). L'artisanat y est également développé, avec la présence de plusieurs moulins à farine ou à tan,.
C'est sans doute en amont d'Albon qu'est construit le premier moulin de la vallée de Glueyre, le moulin des Moines. Le cartulaire de la paroisse de Saint-Julien-d'Urcival révèle que sa construction a nécessité un travail très important, mais ne donne pas de précision sur sa localisation. Cependant, le plan cadastral de 1812 comporte une parcelle portant le nom de molis doux morgues (littéralement « moulin des moines ») ainsi qu'un ruisseau du nom de « le Moulinas ».
En 1339, deux moulins sont cités à Albon : le moulin « de la forge » et le moulin « des gauchoirs ». On retrouve également la trace d'un moulin à blé dans le hameau de la Sauzée vers 1398, grâce à un document rédigé par le meunier et destiné aux seigneurs de Roche. À la fin du XIVe siècle, un moulin est en activité sur les rives de la Veyruègne, dans le hameau de Féouzets, sous le nom de « moulin del cahanier ». On trouve également des traces de moulins dans plusieurs hameaux autour de la future commune d'Albon : à Moyères, à Pralong ou encore à la Ribeyre.
Au XIVe siècle, on observe une diversification des cultures. Des textes mentionnent l’existence de quatre moulins dans les lieux-dits du Moulinas et de la Sauzée ainsi que des activités artisanales (forge, draperie et tannerie) qui provoquent une diversification des utilisations des moulins ; en 1464, en amont d'Albon, on trouve un lieu-dit du nom de Chaucheyras faisant référence au travail du cuir (les chauchières étant les fosses dans lesquelles le cuir macère pendant plusieurs mois avec le tan, appelé rusche en langue vivaraise). À cette époque, ce versant de la commune appartient aux seigneurs de la Roussière d'Albon établis à Meyras, alors que le hameau de Féouzet et la vallée de la Veyrugène sont détenus par les seigneurs de Montagut. Le hameau possède alors un moulin et des cultures, mais ne dispose pas de suffisamment de terre pour que l'élevage s'y développe de façon importante. Les XIVe et XVe siècles resteront très marqués par plusieurs épidémies de peste (la première en 1384), la guerre de Cent Ans et des dégradations météorologiques dues à la fin de l'optimum climatique médiéval, qui entraînent recul des cultures, famines et dépopulation.
On retrouve également, durant ces quatre siècles, les noms de plusieurs familles qui ont possédé des parties plus ou moins importantes de la vallée de la Glueyre, comme la Marette, Soulhols, Pras, la Tour et la Cheysserie.
Le XVe siècle voit un renouveau économique limité par les nouveaux impôts de Louis XI. Les estimes de Saint-Julien-d'Urcival, un ensemble de cinq cents feuillets rédigés en occitan en 1464 qui dresse la liste des biens de la population, permettent d'avoir une bonne représentation de la situation économique de l'époque. Saint-Julien y est présenté comme un territoire « stérile et pierreux » ce qui explique la faible valeur de ses terres, mises à part quelques parcelles situées à la confluence de la Glueyre et du ruisseau d'Auzon. Les différents documents répertorient trois châtaigneraies, des maisons au toit de paille et quatre moulins, mais plus d'artisanat lié au cuir. Le renouveau économique entraîne une forte croissance démographique jusqu'à la fin du XVIe siècle, et des territoires, jusqu'ici délaissés, sont utilisés par les nouvelles familles, pendant que les pentes les plus abruptes sont aménagées en terrasses. Cependant, le petit âge glaciaire mettra fin à la culture de la vigne dans la commune qui sera remplacée pendant un temps par la culture du chanvre.

### DuXVIeauXVIIesiècle: Albon-d'Ardèche à la fin du Moyen Âge

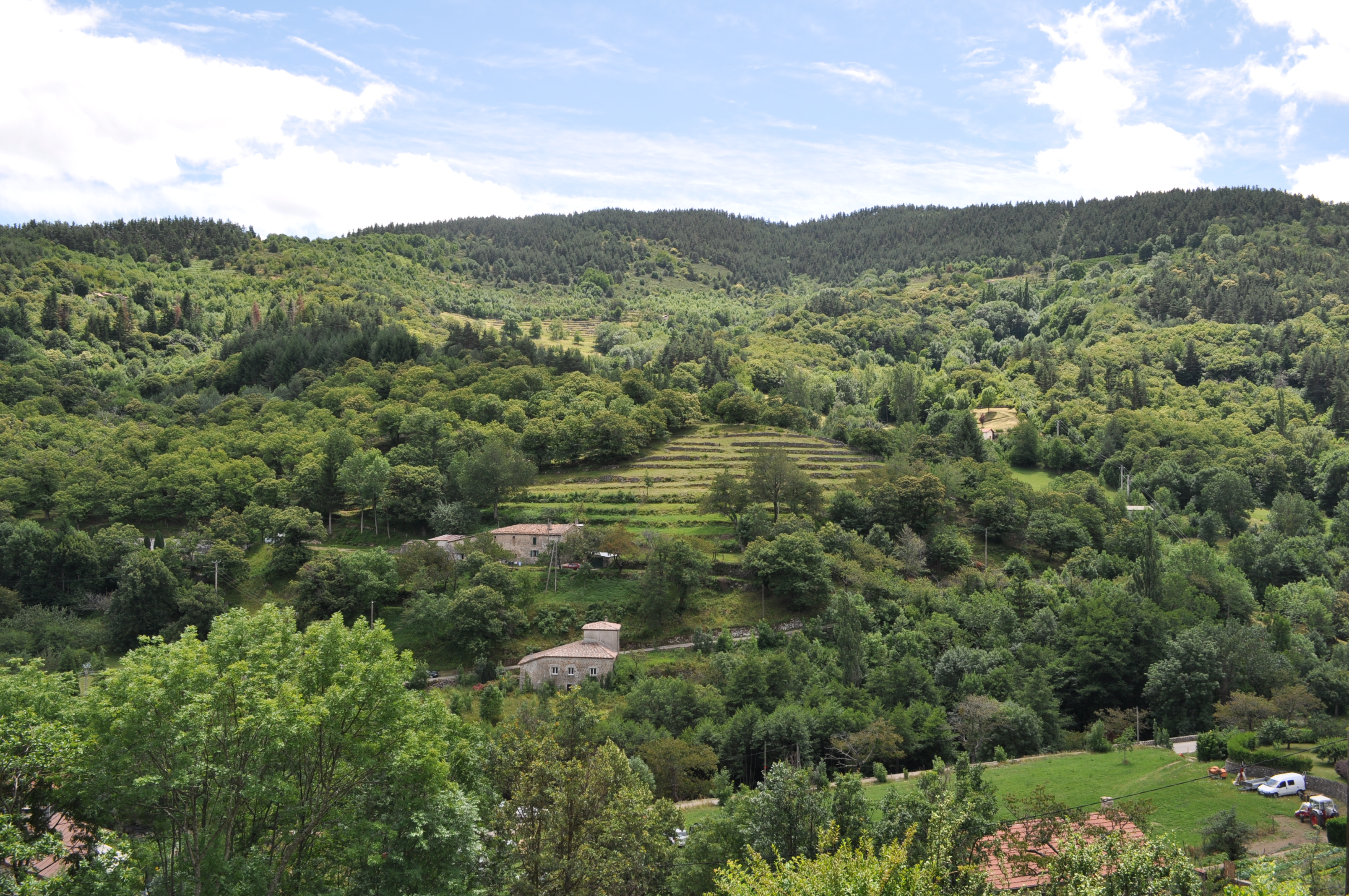
Des cultures en terrasses abandonnées au sud du village.

Au début du XVIe siècle, la haute vallée de la Glueyre et celle de la Veyrugène sont relativement riches malgré les famines, les épidémies et la guerre de Cent Ans qui ont fait baisser la population de façon significative : le hameau de Serrepuy qui comptait six foyers à la fin du XIVe siècle n'en compte plus que deux, et le versant ubac d'Albon est quasiment inhabité. Les habitations se concentrent autour du pont d'Albon, des cultures de vigne se développent de nouveau sur le versant adret pendant un temps et des cultures en terrasses apparaissent. Les châtaigneraies commencent aussi à apparaître sur les parcelles abandonnées de l'ubac, par suite de la dépopulation. Féouzets est à cette époque un important hameau ainsi qu'une zone d'activité non négligeable, même si l'artisanat se concentre vers Ferrière, dans la commune d'Issamoulenc.
Comme le reste du Vivarais, Albon et Féouzets sont très touchés par la Réforme et les luttes entre protestants et catholiques seront particulièrement violentes. Les hostilités se feront plus rares à partir de 1598 avec la promulgation de l'Édit de Nantes, mais reprendront dans les années 1620. La haute vallée de la Glueyre est alors majoritairement protestante mais, étant isolée des grandes voies de communication, elle échappe aux destructions de masse qui ont notamment lieu dans la vallée de l'Eyrieux. La région subit néanmoins de grands dommages auxquels vient s'ajouter une épidémie de peste en 1629.
Le château de Don est détruit après le siège de Privas et des maisons sont abattues après l'ordonnance de Ventadour en 1623.
Le temple protestant de Marcols est détruit en janvier 1684 par arrêt du Conseil du roi et, le 12 octobre 1685, une grande partie des protestants de la paroisse de Saint-Julien et plusieurs chefs de famille renoncent devant notaire et en présence d'un curé au protestantisme sous la pression des troupes qui avancent dans les Boutières. Après la révocation de l'édit de Nantes, Albon subit de nouvelles répressions, notamment en 1730. Plusieurs massacres ont lieu dans la région comme au Serre de la Pal en 1689 et des Albonnais seront déportés et emprisonnés pour « faits de religion » dans diverses prisons jusqu'en 1770. Marie de la Roche, dame de la Chabannerie d'Albon, à notamment été arrêtée et emprisonnée dans la tour de Constance où elle protégea et se lia d'amitié avec Marie Durand. Malgré ces faits, des assemblées secrètes de protestants avaient lieu et à partir de 1756 ces assemblées avaient lieu à date et lieu fixes.
Le compoix de Saint-Julien-d'Urcival, datant de 1645 et aujourd'hui conservé à la mairie de Marcols-les-Eaux, contient environ un millier de pages qui référencent le nom, les parcelles et les biens de chaque chef de famille du territoire. Le village d'Albon compte alors une trentaine de maisons et sept cents parcelles de terre (contre 170 en 1464). L'urbanisation est diffuse, mais le versant de Serrepuy reste quasiment inhabité. Ce document révèle une augmentation du nombre de châtaigneraies, de nombreux chemins et des cultures en terrasse.

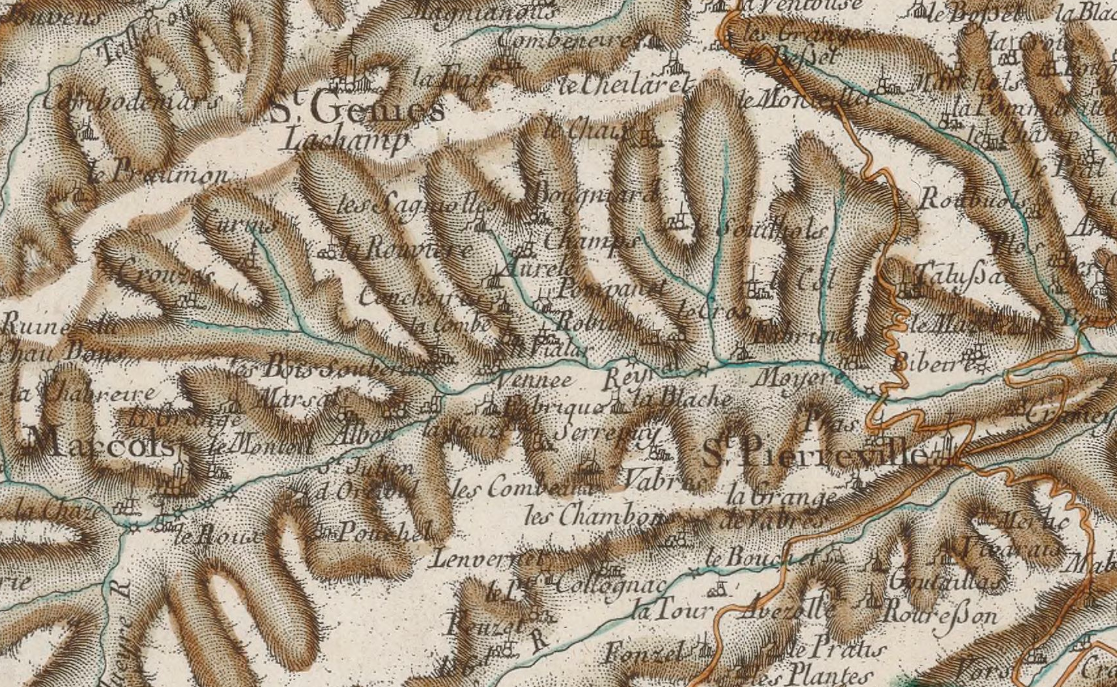
Albon-d'Ardèche sur la carte de Cassini en 1777.

Le 2 janvier 1811, des fidèles protestants ayant rénovés une maison à Serrepuy demandent au préfet l'autorisation d'en faire un temple provisoire. Le préfet accepte et des assemblées y ont régulièrement lieu. À partir de 1834, le pasteur de Saint-Pierreville y prêche tous les quinze jours. Il s'agit de l'un des premiers lieux de culte fixes d'Ardèche. Cependant, en 1839, un mur de la maison s'écroule et l'ensemble de la bâtisse menace de s'effondrer. Le consistoire sait que les fidèles de la région, qui ont déjà construit ce temple à leur frais, n'ont pas les moyens de réaliser les réparations et une aide est demandée au gouvernement. D'importantes réparations ont lieu en 1841 mais en 1859, le conseil municipal de Marcol décide de transférer le temple de Serrepuy à Albon. Le coût total des travaux s'élève à plus de vingt-quatre mille francs (avec le presbytère). L'inauguration du nouveau temple a lieu le 6 avril 1862 mais le premier pasteur, M. Roux Junior, n'arrive à Albon qu'en décembre 1867. La paroisse d'Albon (qui comprend également les villages actuels de Marcols-les-eaux et de Saint-Genest) adhère à l'Union des Églises évangéliques libres à la séparation de l'Église et de l'État. Au total, treize pasteurs se sont succédé entre 1867 et 1946 au temple d'Albon.
On observe, du XVIe siècle au milieu du XVIIe siècle, un accroissement de la population, une extension des châtaigneraies ainsi que des zones de culture. Cependant, les importants troubles religieux empêchent un réel essor économique, Albon et Féouzets étant des agglomérations à très forte dominance protestante (selon l'intendant Nicolas de Lamoignon de Basville, en 1689, 90 % de la population était protestante). Le XVIIe siècle sera cependant plus paisible et marqué par une faible reprise économique,.

### De la fin duXVIIIesiècleau milieu duXXesiècle: le temps des moulinages

#### Les moulinages à Albon-d'Ardèche
Aux XVIIIe et XIXe siècles l'Ardèche connaît une forte industrialisation, avec notamment la construction de nombreux moulinages liés au travail de la soie dans le Vivarais, principalement dans les vallées de la Fontaulière, de la Ligne et de la Glueyre. Entre 1850 et 1950 l'Ardèche totalise 423 moulinages dont 83 uniquement dans les cantons de Saint-Pierreville, du Cheylard et de Saint-Martin-de-Valamas. En 1860, les 344 moulinages présents dans le département emploient plus de quinze mille personnes, principalement des jeunes filles, et produit 50 % de la soie en France. Ces moulinages sont de longs bâtiments situés dans les vallées, dans lesquels le fil de soie est tordu. Il s'agit de la deuxième étape du travail de la soie : le moulinage intervient après la « filature » qui consiste à prélever le cocon du ver à soie et à donner au fil un diamètre suffisant pour être exploitable. Le moulinage est composé de quatre manipulations différentes : le « trempage », le « dévidage », le « doublage » et le « moulinage » à proprement parler. Albon et Féouzet (qui étaient alors compris dans la commune de Saint-Julien-d'Urcival) comptent un grand nombre de moulinages : on en compte cinq à la fin du XVIIIe siècle et huit durant le XIXe siècle. Durant cette période, de nombreux mûriers sont plantés dans la commune pour la sériculture. Le commerce de la soie est prospère jusque dans les années 1850, lorsqu'une épidémie de pébrine décime les populations de vers à soie dans toute l'Ardèche : les moulinages commencent alors à utiliser de la soie en provenance d'Asie, l'ouverture du canal de Suez en 1869 permettant d'augmenter le nombre d'importations. On totalise alors 16 moulinages entre Albon et Marcols-les-Eaux, la population augmente considérablement et de nombreux commerces se créent. Cependant, au début du XXe siècle la demande diminue et, à partir des années 1920, la concurrence de la soie artificielle puis du nylon force les moulinages à s’arrêter les uns après les autres, entraînant une nouvelle chute de la population.
Parmi les moulinages d'Albon, on peut citer par exemple les moulinages de la Neuve, de la Sauzée et de Reygnier.

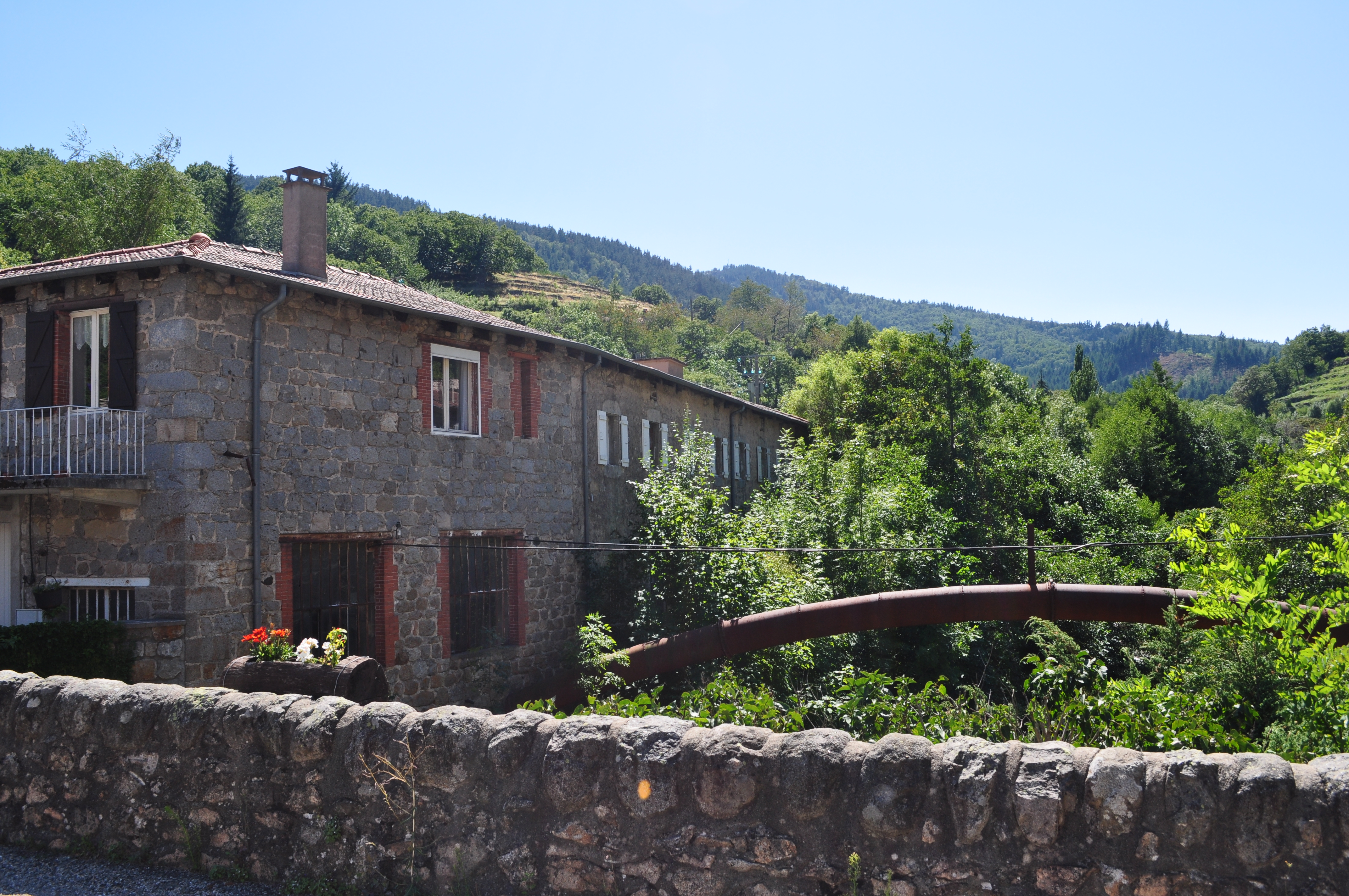
Ancien moulinage de Reygnier.
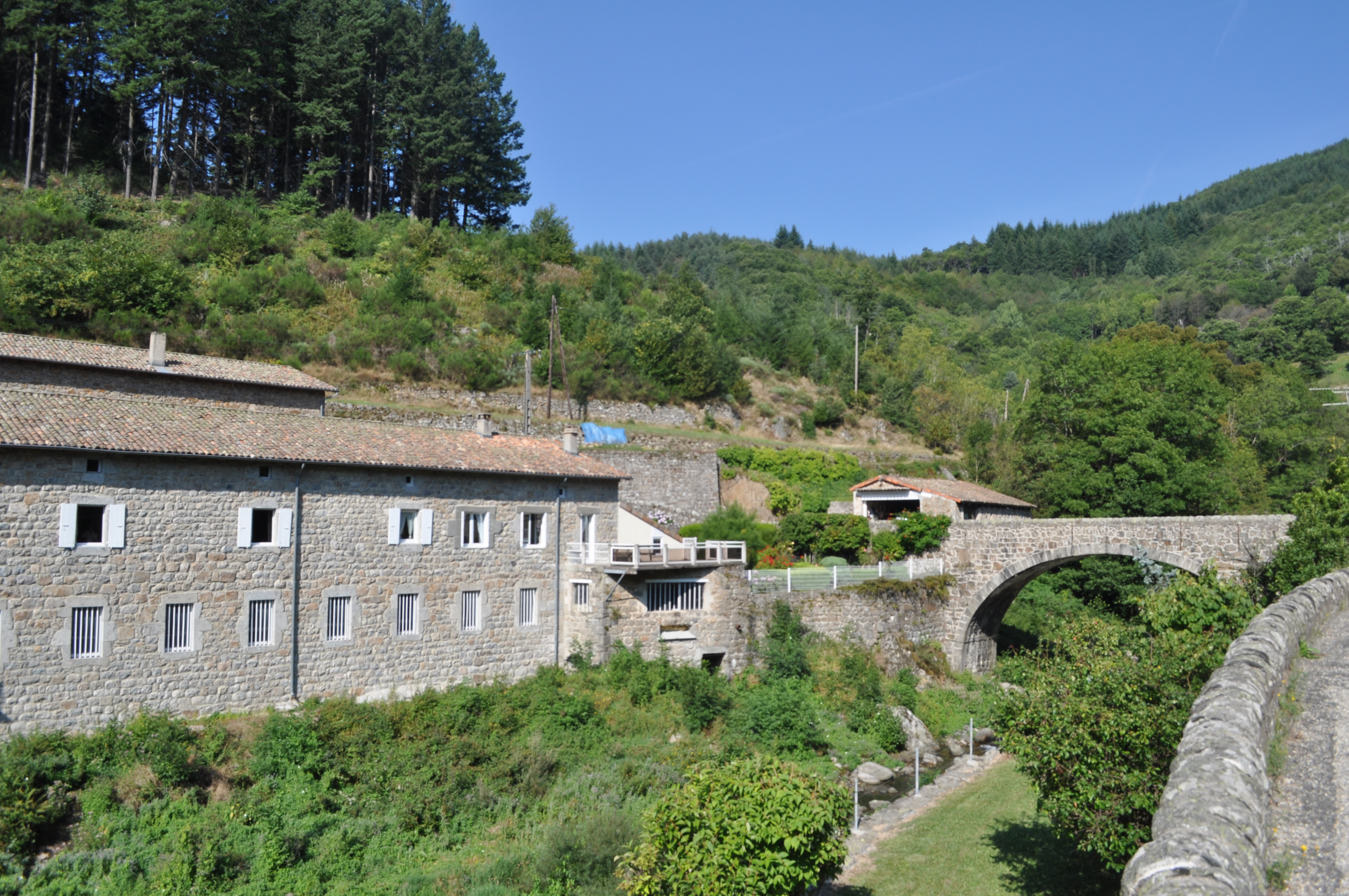
Ancien moulinage de la Pra.
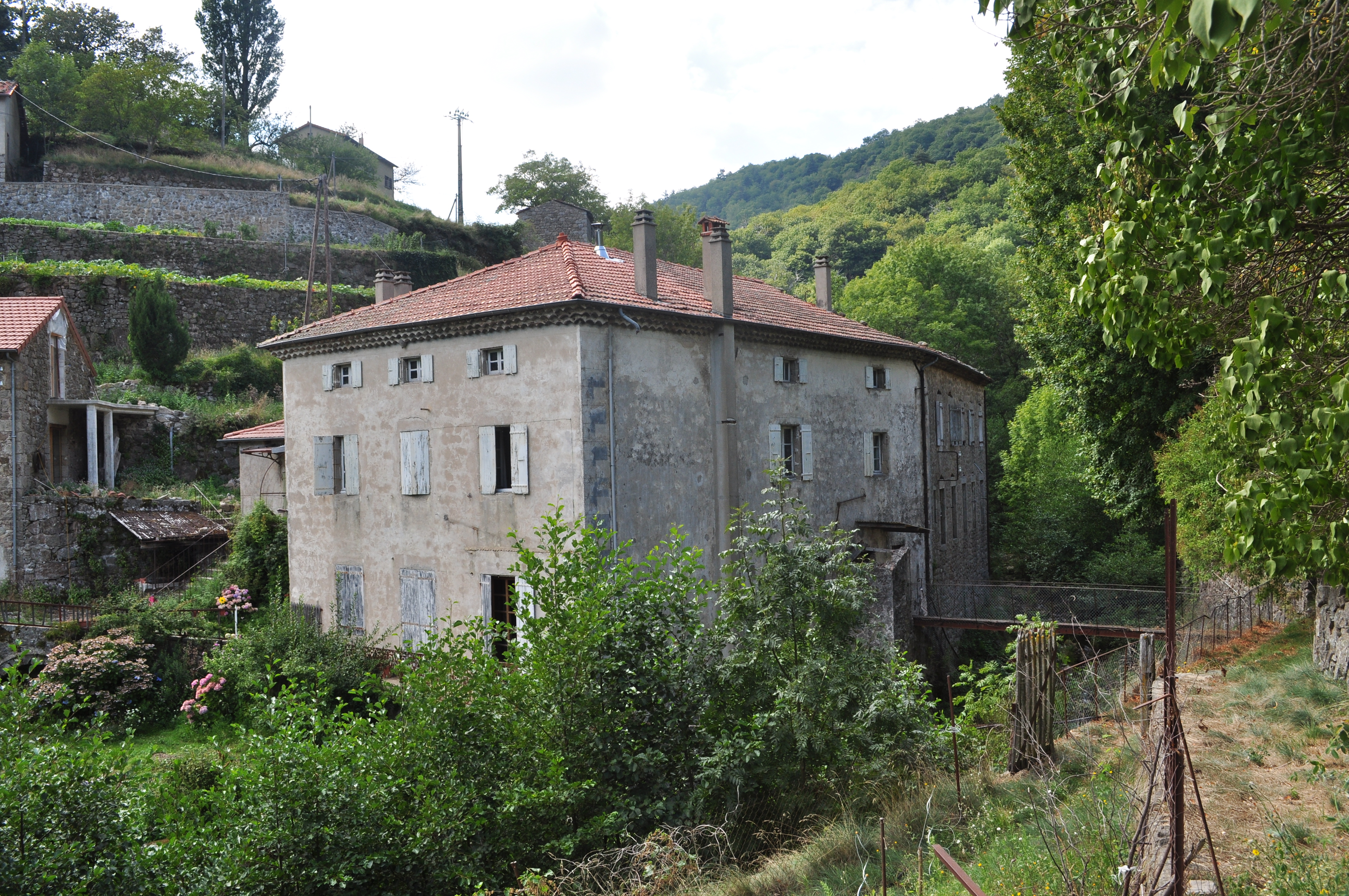
Ancien moulinage de la Neuve.

Dans les années 1870, le journaliste et historien Albin Mazon séjourna à Marcol durant l'écriture de son livre Voyage aux pays volcaniques du Vivarais (publié en 1878 sous le pseudonyme de Docteur Francus). Dans cet ouvrage, il consacre un chapitre entier à la région de Marcol, il y parle notamment du mode de vie des habitants, des sources minérales dont il fait un descriptif poussé, de la vallée de la « Gleyre » (ancien nom de la Glueyre), de la paroisse de Saint-Julien-d'Urcival et de l'hypothèse selon laquelle Jules César serait passé dans la « Vallée de Marcol » pour surprendre Vercingétorix en Auvergne durant la guerre des Gaules. Cependant pour l'auteur, l'armée de César aurait emprunté plusieurs routes en plus de celle-ci, ce qui explique que l'on retrouve des traces de campements romains dans de nombreux villages des Cévennes et du Massif central et dont les directions se contredisent parfois. Dans un autre de ses livres, Essai historique sur le Vivarais pendant la guerre de cent ans (paru en 1890), l'historien relate un litige qui avait opposé un moine-prieur du prieuré de Saint-Julien-d'Urcival, messire Pons Percia, à un curé de l'église d'Aric, messire Jean Blain, en 1376. Le différend portait sur du vin qui avait été acheté par le curé au prieur, mais qui avait été consommé presque en totalité par des troupes armées en passage au Cheylard, le curé refusant alors de payer les 15 francs d'or pour son achat au prieur et lui réclama de l'argent pour ne pas l'avoir renseigné sur les faits de guerre dans la région. L'affaire fut tranchée par M. Delorine, notaire au Cheylard, en faveur du prieur. Cette histoire resta dans les mémoires à cause du rang très respectable des deux hommes. Albin Mazon évoque également la vallée de la Glueyre et de Marcol, dans les chapitres consacrés à la vallée de l'Eyrieux et à Saint-Pierreville et ses environs, dans Voyage autour de Privas, paru en 1882. Toutefois, bien qu'à cette date les communes d'Albon-d'Ardèche et de Marcols-les-Eaux formaient une seule et même commune, les noms d'Albon et de Féouzets ne sont cités dans aucun de ces ouvrages.
En 1890, Albon est mentionné, dans le Dictionnaire géographique et administratif de la France et de ses colonies, comme un hameau protestant de Marcols et comptant deux écoles pour 592 habitants.

#### L'épidémie de 1882
En 1882, le docteur Honoré Bouzol, membre de la Société des sciences médicales de Lyon, réalise une étude dans le « hameau » d'Albon, touché par une étrange épidémie. Il publiera ses travaux deux ans plus tard sous le nom de Relation d'une épidémie à phénomènes hystéro-choréiques observée à Albon (Ardèche) en 1882.
Dans cette étude d'une trentaine de pages, le Dr Bouzol raconte comment, en janvier 1882, une épidémie assez insolite pour que la presse traite du sujet, se développa à Albon. Cette épidémie touchait en priorité les jeunes filles qui travaillaient dans les moulinages et se caractérisait par une hyperesthésie de la vue mais aussi de l’ouïe et du toucher, ainsi que par de nombreux et violents spasmes sur les muscles du visage et du haut du torse. Des pertes de connaissances ou de brèves phases de délire pouvaient également toucher les malades, sans pour autant nuire à « l'intégrité parfaite des facultés intellectuelles » des patientes, malgré des délires nocturnes et des phases de somnambulisme. Cette épidémie était d'autant plus insolite que les jeunes filles touchées travaillaient presque toutes dans la même usine et que lorsque l'une d'entre elles était touchée par une crise aiguë de spasme ou de délire, les autres ouvrières malades qui se trouvaient à proximité d'elle commençaient, elles aussi, à développer les mêmes symptômes. De même, plusieurs personnes avaient développé les symptômes juste en voyant d'autres malades dans la rue. Autre point noté par le Dr Bouzol : les crises semblent être déclenchées par de fortes émotions, voir des émotions plus légères (comme un « bruit insolite ») pour certaines.
Le 10 janvier 1882, jour de l'arrivée du Dr Bouzol à Albon, le hameau comptait neuf malades. Durant ses investigations, il note que les malades se réveillent en pleine nuit en poussant des cris aigus et ont un rythme de respiration « extraordinairement élevé ». Les docteurs concluent à une « affection nerveuse insolite » résultant d'un « mélange bizarre de phénomènes choréiques et de manifestations hystériques » et qui se propage par imitation. Pour limiter l'épidémie, l'isolement est conseillé pour tous les malades ainsi qu'un traitement par l'hydrothérapie (en réalité des douches froides) et par la prise de bromure de potassium (utilisé comme anticonvulsivant). Le 30 janvier 1882 une dépêche annonce la fin de l'épidémie mais lorsque les ouvrières se mettent à travailler de nouveau ensemble les symptômes réapparaissent chez certains d'entre elles ainsi que chez de nouvelles personnes.
À la suite de ce nouveau développement de l'épidémie, le Dr Bouzol revient à Albon le 8 février 1882, accompagné du Dr Sabatowski. Douze cas sont alors observés. Malgré une enquête méticuleuse, les médecins ne parviennent pas à identifier la nature exacte de cette épidémie, l'hypothèse de la Chorée de Sydenham est évoquée pendant un temps, mais rejetée car les malades conservent toute leur capacité intellectuelle. Selon le Dr Bouzol, il s'agirait de manifestations d'une forme particulière d'hystérie. L'épidémie a en effet commencé avec une enfant de 11 ans traumatisée par la mort d'une jeune fille malade au village en novembre 1881. L'enfant aurait alors développé des signes d'hystérie et, malgré ses troubles, serait quand même allée travailler au moulinage. Elle avait été la cible de moqueries de la part des autres ouvrières jusqu'à ce qu'une autre fille du même âge commence à développer les mêmes symptômes par imitation, mais de façon inconsciente. Ce phénomène toucha d'autres personnes à la santé fragile ou ayant connu des antécédents hystériques, et l'« épidémie » gagna les moulinages voisins puis le village tout entier.
Le docteur Sabatowski proposa d'administrer des injections de pilocarpine chez les malades. Il avait déjà testé ce procédé dans le traitement de manifestations hystériques et avait eu de très bons résultats. Le 8 février 1882, tous les malades reçurent une injection de pilocarpine et d'apomorphine, ce qui provoqua des vomissements et une sialorrhée abondante chez une grande partie des patients. Cependant 6 des 10 malades ayant reçu l'injection ont vu leurs symptômes disparaître en moins d'une heure. Quatre ouvrières plus âgées ont dû avoir un traitement plus lourd pour que leurs troubles nerveux disparaissent.
Le 10 février 1882 plus aucun cas n'était recensé.

### De 1909 à 1912: création de la commune d'Albon-d'Ardèche
Le 24 février 1909, une pétition pour l'« érection en commune de la section Albon-Féouzet » est déposée au ministère de l'Intérieur. Un commissaire enquêteur est nommé afin de mener une enquête publique pour s'assurer que l'érection d'Albon en commune indépendante est nécessaire et légitime. Le 28 mars, les maires des communes de Saint-Étienne-de-Serre et des Ollières-sur-Eyrieux recueillent les avis des habitants de Marcols et d'Albon sur la question, les Marcolais sont très largement contre, alors qu'inversement, les Albonnais sont pour. Le 25 avril, deux commissions syndicales sont élues par les habitants. Pour la section d'Albon, les élus sont Auguste Giraud (industriel), Élie Seauve (tailleur et cafetier) et Émile de Grenier de Latour (industriel et propriétaire à Féouzets). Cette commission réalise un rapport qui expose la légitimité de leur revendication.
Le 2 août 1909, le conseil d'arrondissement (qui rassemblait les conseillers généraux de l'arrondissement, formation aujourd'hui disparue), vote pour l'indépendance d'Albon, entérinée le 22 septembre par le conseil général de l'Ardèche. Les principaux arguments retenus par les deux assemblées sont : le nombre d'habitants et la prospérité des deux villages (Albon compte 850 habitants et Marcol 1922 au début du XXe siècle), la forte rivalité entre les deux agglomérations qui rend la gestion municipale difficile et souvent inéquitable, mais aussi l'intérêt pour Albon de posséder son propre bureau de poste. Les deux conseils ayant voté, le dossier est transmis au ministère de l'Intérieur.
Cependant les Marcolais protestent contre la décision du conseil général. Le maire de l'époque, M. Luquet, dénonce de faux arguments qui cachent une raison profonde : « S'ils veulent ériger leur section de commune distincte, ce n'est que dans l'antagonisme des religions qu'il faut en chercher la cause : la plupart des habitants du chef-lieu sont catholiques, le protestantisme au contraire a presque tous ses adeptes dans la section d'Albon. […] Nous, membre de la commission syndicale du chef-lieu de la commune de Marcol, protestons énergiquement contre les prétentions d'Albon et demandons le maintien du statu quo. ». Les Albonnais rappellent alors que les rivalités sont anciennes, prenant pour exemple les dernières élections avant le sectionnement « où la présence de la brigade de gendarmerie put difficilement éviter des rixes sanglantes, et où une foule en délire, abreuvée de vin tiré à même la barrique sur la place de la Mairie, poursuivit les électeurs d'Albon d'une grêle de pierres jusqu'au pont de Marcol »,.
Le 22 décembre 1909, l'Administration départementale et communale du ministère de l'Intérieur annonce que la procédure suivie n'a pas été régulière, le conseil d'arrondissement et le conseil général s'étant prononcés avant la municipalité de Marcol. La procédure doit être renouvelée. Le conseil d'arrondissement revote le 4 août 1910, puis le conseil général le 29 septembre (toujours favorables). Le 17 décembre, le préfet renvoie le dossier au ministère de l'Intérieur avec son avis favorable, mais le 24 décembre, le directeur de l'Administration départementale et communale rejette le dossier, répondant que la séparation des deux villages est injustifiée.
Malgré les deux refus successifs de la part du ministère de l'Intérieur, le préfet insiste et profite de la séparation du village d'Intres de la commune de Saint-Julien-Boutières le 24 février 1911 (où la situation lui semble identique à celle de Marcol) pour saisir à nouveau l'Administration départementale et communale. Le 27 novembre, le directeur de l'administration indique au préfet que la commission d'intérêt local de la Chambre des députés s'est saisie du dossier. En janvier 1912, cette commission se prononce favorablement pour la séparation des deux villages : « Les habitants, de religion différente, sont profondément divisés par des intérêts antagonistes. […] Le divorce s'impose quand l'existence commune est devenue réellement intolérable. […] L'impression qui s'en dégage, c'est que dans ce petit bout de terre de France, s'est perpétué sans doute un état d'esprit qui doit dater des guerres de religion […] il importe au contraire d'éviter une lutte nouvelle entre les représentants de deux agglomérations ennemies, dans l'état de surexcitation où ils sont aujourd'hui. »
Le 20 mars 1912, le président de la République française Armand Fallières promulgue la Loi distrayant la section d'Albon de la commune de Marcols-les-Eaux (canton de Saint-Pierreville, arrondissement de Privas, département de l'Ardèche) pour l'ériger en municipalité distincte. Le Journal officiel publie la loi le 22 mars.
Le premier acte officiel de la nouvelle commune est de demander des fonds à l'État pour pouvoir organiser la fête nationale.

### De 1913 à nos jours

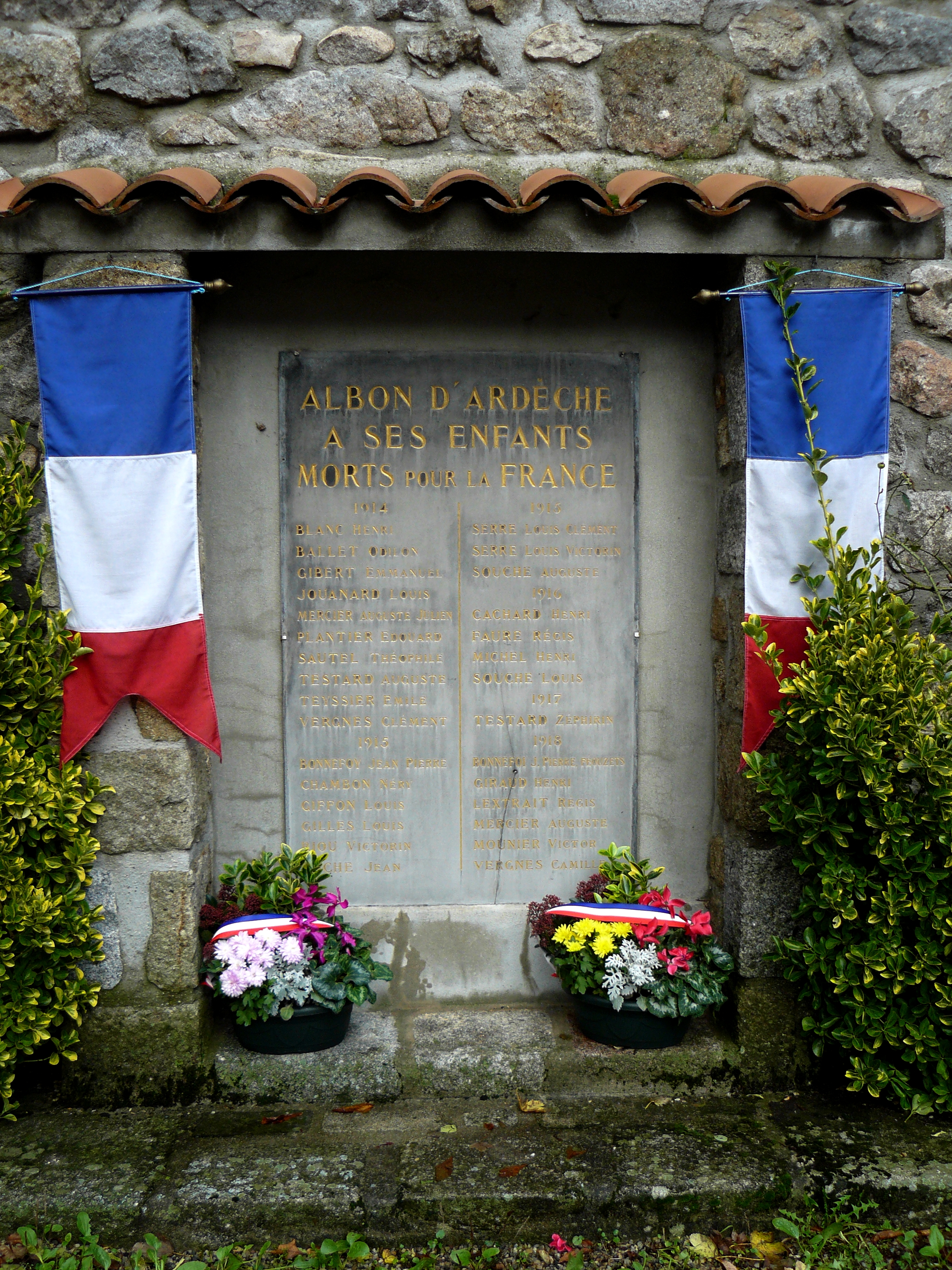
Le monument aux morts d'Albon.

Dès la fin du XIXe siècle, Albon et ses alentours (Marcols-les-Eaux, Saint-Genest-Lachamp et Saint-Pierreville) sont prospectés pour leurs gisements de manganèse. Parmi les neufs ensembles de filons découverts, celui du lieu-dit de Sipion, à la sortie du village d'Albon, est le plus important avec dix mètres d'épaisseur. Sa pureté est moyenne (45 % au mieux) mais sa qualité est correcte. Une première période d'exploitation a lieu de 1880 à 1885. De nouvelles recherches ont lieu en 1913 mais le site n'est plus prometteur. Le commencement de la Première Guerre mondiale et ses besoins en matières premières vont cependant conduire à une deuxième période d'exploitation, plus importante, de 1917 à 1918. Au plus, quatorze personnes ont été employées dans cette exploitation .
Le monument aux morts installé sur l'un des murs extérieurs du temple d'Albon recense trente Albonnais morts pour la France durant la Première Guerre mondiale. La cloche du temple est installée durant le printemps 1923.
Albon-d'Ardèche est relativement peu touché par les évènements de la Seconde Guerre mondiale en comparaison des communes alentour : à Marcols-les-Eaux un quadrimoteur Halifax anglais s'écrase avec sa cargaison d'armes le 4 novembre 1943, à Mézilhac des habitants sont fusillés et des bâtiments incendiés et la « bataille du Cheylard » fit, selon les estimations, environ 110 morts et 300 blessés,,. Si les documents spécifiques à la commune sont rares, quelques actes de résistance commis par des Albonnais sont archivés.
Le 14 juillet 2012, la commune d'Albon-d'Ardèche fêta son centenaire.
À la suite du redécoupage cantonal de 2014 en France, la commune d'Albon-d'Ardèche intègre le canton du Cheylard. Les communes du canton de Saint-Pierreville, dont elle faisait auparavant partie, sont redistribuées dans les cantons alentour et celui de Saint-Pierreville disparait.

## Politique et administration

### Tendances politiques et résultats
Les électeurs de la commune votent majoritairement pour les partis de gauche et les partis écologistes. Les résultats obtenus à Albon-d'Ardèche lors des référendums sont très proches des résultats nationaux sauf lors du référendum de 2005 où la commune a voté majoritairement pour l'établissement d'une constitution européenne.

#### Élections présidentielles
Lors du premier tour des élections présidentielles de 2022, les électeurs d'Albon-d'Ardèche (avec 88,6 % de participation) se démarquent des résultats nationaux en mettant, comme en 2017, Jean-Luc Mélenchon (La France insoumise) largement en tête avec 37,1 %. Il est suivi par Marine Le Pen (Front national) avec 16,7 % ; Jean Lassalle (Résistons) et Emmanuel Macron (En marche !) à égalité avec 9,1 % ; Éric Zemmour (Reconquête) avec 6,8 % ; Anne Hidalgo (Parti socialiste) avec 6,1 % ; puis Philippe Poutou (Nouveau Parti anticapitaliste), Fabien Roussel (Parti communiste), Yannick Jadot (Europe Écologie Les Verts) et Valérie Pécresse (Les Républicains) tous avec 3 % ; Nicolas Dupont-Aignan (Debout la France) avec 2,3 % et Nathalie Arthaud (Lutte ouvrière) avec 0,8 %. Au second tour, Emmanuel Macron et Marie Le Pen arrivent très exactement à égalité avec une participation de 75,8 %. Mais s'il n'y avait pas eu de votes blanc ou nul au premier tour, ils représentent 18,6 % des votes au second.
Lors du premier tour des élections présidentielles de 2017 à Albon-d'Ardèche, Jean-Luc Mélenchon (La France insoumise) arrive très largement en tête avec 38 % des votes exprimés. Il est suivi par Emmanuel Macron (En marche !) avec 18,5 % des voix et Marine Le Pen (Front national) avec 16,7 %. Viennent ensuite François Fillon (Les Républicains) avec 12 %, Benoît Hamon (Parti socialiste) avec 8,4 %, Jean Lassalle (Résistons) avec 3,7 %, François Asselineau (Union populaire républicaine) avec 1,9 % et Nicolas Dupont-Aignan (Debout la France) avec 0,9 %. La participation au premier tour était de 77 % dont 5,3 % de bulletins blancs et nuls. Au second tour la participation est plus faible avec 68,9 % de votant dont 15,7 % de votes blanc ou nul. Emmanuel Macron remporte 72,1 % des voix exprimées au second tour.
Lors du premier tour des élections présidentielle de 2012 à Albon-d'Ardèche, Marine Le Pen (Front national) arrive en tête avec 26,09 % des voix (c'est le plus fort score pour un parti d'extrême droite à une élection présidentielle dans la commune). Elle devance d'une voix Jean-Luc Mélenchon (Front de gauche) qui a obtenu 25,22 % et qui avait obtenu le soutien du maire. Ils sont suivis par François Hollande (Parti socialiste) avec 21,74 % des voix, Nicolas Sarkozy (Union pour un mouvement populaire) avec 18,26 % des voix et François Bayrou (Mouvement Démocrate) avec 5,22 % des voix. L'abstention au premier tour était de 16,9 %, ce qui est inférieur à l'abstention au niveau national qui s'élevait à 20,52 %. Au second tour François Hollande devance largement Nicolas Sarkozy avec 63,89 % des suffrages, l'abstention était de 17,61 %.
Lors du premier tour des élections présidentielles de 2007 à Albon-d'Ardèche, Ségolène Royal (Parti socialiste) arrive en tête en récoltant 32,82 % des voix. Elle est suivie par Nicolas Sarkozy (Union pour un mouvement populaire) avec 22,9 %, Jean-Marie Le Pen (Front national) avec 18,32 % et François Bayrou (Union pour la démocratie française) avec 13,74 %. L'abstention était de 17,39 %. Au second tour Ségolène Royal arrive une nouvelle fois en tête avec 59,70 % des voix, l'abstention était alors de 15,53 %.
Lors du premier tour des élections présidentielles de 2002 à Albon-d'Ardèche, Jacques Chirac (Rassemblement pour la République) arrive en tête avec 23,42 % des voix suivi par Jean-Marie Le Pen (Front national) avec 17,12 % des voix, Lionel Jospin (Parti socialiste) avec 15,32 % des voix, Arlette Laguiller (Lutte ouvrière) avec 12,61 % des voix, Noël Mamère (Les Verts) avec 8,11 % des voix et Jean-Pierre Chevènement (Pôle républicain) avec 5,41 % des voix. Au second tour Jacques Chirac arrive très largement en tête avec 84,09 % des suffrages.
Lors du premier tour des élections présidentielles de 1995 à Albon-d'Ardèche, le taux de participation était de 75,96 % (72,68 % d'exprimés). Édouard Balladur (Rassemblement pour la République soutenu par l'Union pour la démocratie française) arrive en tête avec 24,06 % des voix exprimées. On trouve ensuite Lionel Jospin (Parti socialiste) et Jacques Chirac (Rassemblement pour la République) ex aequo avec 19,55 % des voix, Jean-Marie Le Pen (Front national) avec 12,03 % des voix, Arlette Laguiller (Lutte ouvrière) avec 11,28 % des voix, Dominique Voynet (Les Verts) avec 6,77 % des voix, Robert Hue (Parti communiste) avec 3,01 % des voix, Philippe de Villiers (Mouvement pour la France) avec 2,26 % des voix et Jacques Cheminade (Fédération pour une Nouvelle Solidarité) avec 1,5 % des voix. Au second tour le taux de participation est de 80,22 % et Jacques Chirac arrive en tête avec 54,01 % des voix exprimées face à Lionel Jospin.

#### Élections législatives
Lors du premier tour des élections législatives françaises de 2024 à Albon-d'Ardèche, Hervé Saulignac (Nouveau Front populaire) arrive très largement en tête avec 56,1 % des votes exprimés. Il est suivi par Céline Porquet (Rassemblement national) avec 26,2 % puis par Marie-Pierre Chaix (Les Républicains) et Séverine Gineys (Ensemble) avec 6,5 % chacun. Viennent ensuite Maryse Leclerc (Reconquête) et Thierry Dorne (Droite souverainiste) avec tous deux 1,9 % et Pascal Chambonnet (Extrême gauche) avec 0,9 %. La participation au premier tour était de 75,8 % et augmente à 79,1 % au second tour où Hervé Saulignac obtient 64,4 % des voix
Lors du premier tour des élections législatives françaises de 2022 à Albon-d'Ardèche, Hervé Saulignac (Divers gauche) arrive très largement en tête avec 59,1 %. Il est suivi par le candidat divers droite Michel Valla (17,1 %) ; la candidate d'extrême droite Rassemblement national Céline Porquet (10,2 %) et par la candidate de la majorité Ensemble Séverine Gineys (6,8 %). Marie Élisabeth Flach (Reconquête) et Erick Le Loher (Droite souverainiste) obtiennent 2,3 % chacun et Muriel Vander Donckt (Divers extrême gauche) ainsi que Clara Madeira (Régionalisme) obtiennent toutes deux 1,1 %. La participation était de 60,8 %. Au second tour, Hervé Saulignac obtient 72,8 % des voix pour une participation de 61,5%
Lors du premier tour des élections législatives françaises de 2017 à Albon-d'Ardèche, André Dupont (La République en marche !) arrive en tête avec 22,5 % des voix. Il est suivi par Luisa Gaillard Sanchez (La France insoumise) avec 20 % des voix, François Arsac (Union des démocrates et indépendants) avec 16,25 %, Hervé Saulignac (Parti socialiste) avec 15 % et Olivier Keller (Europe Écologie Les Verts) avec 11,25 %. Viennent ensuite Céline Porquet (Front national) avec 7,5 %, François Jacquart (Parti communiste français) avec 3,75 %, Claire Calon (Parti animaliste) avec 2,5 % et Guérin de Longevialle (Divers) avec 1,25 %. Au premier tour la participation était de 55,4 % avec 2,4 % de bulletins blancs. Au second tour, la participation est encore moins élevée avec seulement 46,6 % de votant (dont 14,5 % de votes blancs et nuls). Hervé Saulignac remporte 55,9 % des suffrages exprimés et André Dupont 44,1 %.
Lors du premier tour des élections législatives françaises de 2012 à Albon-d'Ardèche, Pascal Terrasse (Parti socialiste) arrive très largement en tête avec 61,63 % des voix. Il est suivi par Christian Grangis (Front national) avec 16,28 % des voix, Guérin de Longevialle (Divers droite) avec 9,30 % et François Jacquart (Front de gauche). Au second tour Pascal Terrasse arrive en tête avec 72,09 % des voix face à Christian Grangis. Le taux d'abstention au premier tour était de 35,21 % et de 37,32 % au second.
Lors du premier tour des élections législatives françaises de 2007 à Albon-d'Ardèche, Pascal Terrasse (Parti socialiste) arrive largement en tête avec 52,48 % des voix. Il est suivi par Rachel Cotta (Union pour la majorité présidentielle) avec 22,77 % des voix et Christiane Bertheas (Front national) avec 5,94 % des voix. Au deuxième tour Pascal Terrasse arrive de nouveau en tête avec 69,72 % des voix face à Rachel Cotta. L'abstention au premier tour était de 35,85 % et de 30,38 % au second.
Lors du premier tour des élections législatives françaises de 2002 à Albon-d'Ardèche, Michel Valla (Union pour la majorité présidentielle) arrive en tête avec 53,51 % des voix. Il est suivi par Pascal Terrasse (Parti socialiste) avec 31,58 % des voix et Jean Joel Vanhove (Front national) avec 7,89 % des voix. Au deuxième tour Michel Valla arrive une nouvelle fois en tête avec 59,09 % des voix face à Pascal Terrasse. L'abstention au premier tour était de 36,11 % et de 35,56 % au second.

#### Élections européennes
Lors des élections européennes de 2024, une liste d'extrême-droite arrive en tête pour la première fois dans la commune : la liste Rassemblement national menée par Jordan Bardella recueille 20,8 % des voix. Viennent ensuite la liste Place Publique-Parti socialiste avec 14,6 %, les listes du Parti communiste français, de La France insoumise et de Renaissance — toutes les trois avec 10,4 %, la liste Reconquête avec 9,4 % et la liste Résistons avec 5,2 %. Les listes Les Écologistes (4,2 %), Les Patriotes (4,2 %), Parti animaliste (3,1 %), Lutte ouvrière (2,1 %), Les Républicains (2,1 %), Écologie au centre (1 %), Union populaire républicaine (1 %) et Écologie positive (1 %) complètent les résultats. La participation est de 65,8 % dont 61,9 % de votes exprimés.
Lors des élections européennes de 2019, contrairement à la tendance nationale et comme lors des deux précédents scrutins européens, les électeurs albonnais votent majoritairement pour la liste Europe Écologie qui remporte 23,6 % des suffrages exprimés. Arrivent ensuite les listes de l'Union des démocrates et indépendants et du Rassemblement national ex-æquo avec 12,5 %, la liste France insoumise avec 11,1 %, la liste de La République en marche avec 9,7 %, la liste Génération.s avec 8,3 %, la liste du Parti communiste français avec 6,9 %, la liste du Parti socialiste avec 5,6 % et la liste de l'Union populaire républicaine avec 4,17 %. Les listes des Patriotes, de Debout la France, d'Urgence écologie et de La révolution est en marche obtiennent toutes 1,4 % des voix. La participation à cette élection était de 51 % avec 6,5 % de votes blancs et nuls.
Lors des élections européennes de 2014, les électeurs de la commune d'Albon-d'Ardèche votent en majorité pour la liste Europe Écologie Les Verts menée par Michèle Rivasi (comme lors des élections européennes de 2009) : elle obtient 27,78 % des voix. On retrouve ensuite la liste Front national menée par Jean-Marie Le Pen avec 26,39 %, la liste UMP menée par Renaud Muselier avec 13,89 %, la liste du Parti Socialiste menée par Vincent Peillon avec 8,33 %, la liste UDI MoDem menée par Sylvie Goulard avec également 8,33 % et la liste du Front de Gauche menée par Marie-Christine Vergiat avec 6,94 % des voix. Le taux de participation était de 51,02 %.
Lors des élections européennes de 2009 à Albon-d'Ardèche, la liste des Verts menée par Michèle Rivasi arrive largement en tête avec 38,33 % des voix, soit près du double du score obtenu au niveau de la circonscription. Elle est suivie par les listes menées par Françoise Grossetête (UMP) et par Vincent Peillon (Parti socialiste) qui ont toutes les deux récoltées 18,33 % des suffrages. On retrouve ensuite la liste du Front national menée par Jean-Marie Le Pen (10 % des voix), la liste du MoDem menée par Jean-Luc Bennahmias (5 %) et la liste d’extrême gauche menée par Raoul Jennar (5 %). Le taux de participation était de 45,45 %.
Lors des élections européennes de 2004 à Albon-d'Ardèche, la liste du Parti socialiste menée par Michel Rocard arrive en tête avec 34,29 % des voix. Elle est suivie par les listes du Front national menée par Jean-Marie Le Pen (20 % des voix), de l'UMP menée par Françoise Grossetête (14,29 %), de l'UDF menée par Thierry Cornillet (7,14 %) et des Verts menée par Jean-Luc Bennahmias (7,14 %). Le taux de participation était seulement de 41,67 %.

#### Élections régionales
Lors du premier tour des élections régionales de 2021 à Albon-d'Ardèche, 42 % des électeurs sont allés voter et 38,7 % se sont exprimés. La liste Les Républicains de  Laurent Wauquiez arrive en tête avec 36,2 % des bulletins, suivi par la liste socialiste de Najat Vallaud-Belkacem avec 27,6 % et la liste écologiste de Fabienne Grébert avec 15,5 %. Arrivent ensuite les listes communiste de Cécile Cukierman et du Rassemblement national d'Andréa Kotarac avec 6,9 %, la liste de la majorité présidentielle de Bruno Bonnell avec 5,2 % et la liste Lutte ouvrière de Chantal Gomez avec 1,7 %. Au second tour, Fabienne Grébert obtient 43,7 %, Laurent Wauquiez 39,4 % et Andréa Kotarac 16,9 %. Le taux de participation était alors de 48,7 % avec 47,3 % d'exprimés.
Lors du premier tour des élections régionales de 2015 à Albon-d'Ardèche, la liste menée par Jean-Jack Queyranne (Parti socialiste et alliés) arrive en tête avec 28 % des voix exprimées. On retrouve ensuite les listes de Jean-Charles Kohlhass (Europe Écologie Les Verts et alliés) et de Laurent Wauquiez (Les Républicains et alliés) avec 21,3 %, puis celle de Christophe Boudot (Front national) avec 20 %, celle de Cécile Cukierman (Parti communiste français et alliés) avec 5,3 %, celle de Chantal Gomez (Lutte ouvrière) avec 2,7 % et celle de Gerbert Rambaud (Debout la France) avec 1,3 %. La participation lors du premier tour était de 54,7 %. Au second tour, Jean-Jack Queyranne arrive très largement en tête avec 63,8 % des voix de la commune. Laurent Wauquiez obtient 24,4 % des suffrages et Christophe Boudot, 12,8 %. La participation était de 65,5 %.
Lors du premier tour des élections régionales de 2010 à Albon-d'Ardèche, la liste menée par Philippe Meirieu (Europe Écologie et alliés) arrive en tête avec 29,4 % des voix exprimées. On retrouve ensuite les listes de Jean-Jack Queyranne (Parti socialiste et alliés) et de Françoise Grossetête (Majorité présidentielle) avec 17,7 %, puis celles de Bruno Gollnisch (Front national) et d'Élisa Martin (Front de gauche et alliés) avec 13,2 %. La liste du MoDem menée par Azouz Begag obtient 5,9 % et les listes du Nouveau Parti anticapitaliste (menée par Myriam Combet) et de Lutte ouvrière (menée par Nathalie Arthaud) obtiennent 1,5 %. La participation lors du premier tour était de 52,9 %. Au second tour, la liste menée par Jean-Jack Queyranne arrive très largement en tête avec 57 % des voix devant les listes de Françoise Grossetête (29,1 %) et de Bruno Gollnisch (13,9 %). La participation au second tour était de 60 %.
Lors du premier tour des élections régionales de 2004 à Albon-d'Ardèche, la liste menée par Jean-Jack Queyranne (PS-PCF-PRG) arrive en tête avec 37,5 % des voix exprimées. Suivent ensuite les listes de l'UDF-UMP menée par Anne-Marie Comparini (31,7 %), du Front national menée par Bruno Gollnisch (31,7 %), des Verts menée par Gérard Leras (8,7 %), du rassemblement LCR-LO menée par Roseline Vachetta (6,7 %) et celle du MNR menée par Norbert Chetail (3,9 %). La participation au premier tour était de 62,8 %. Au second tour, la liste menée par Jean-Jack Queyranne arrive très largement en tête avec 55 % des voix devant les listes d'Anne-Marie Comparini (31,7 %) et de Bruno Gollnisch (13 %). La participation au second tour était de 74,9 % (contre 65,7 % au niveau national).

#### Élections cantonales et départementales
Lors du premier tour des élections départementales de 2021, le taux de participation à Albon-d'Ardèche est de 42 % avec 38,7 % des électeurs qui s'expriment. La liste divers gauche de Laëtitia Serre et Michel Villemagne arrive en tête avec 44,8 % des voix. La liste divers droite de Jacques Chabal et Aline Dubouis obtient 41,2 % des voix et la liste communiste de Chantal Battain et Pierre Tribout obtient 13,8 %. Au deuxième tour, avec une participation de 50 %, c'est la liste de droite qui arrive en tête avec 56,8 % des voix.
Lors du premier tour des élections départementales de 2015, les électeurs se sont légèrement moins mobilisés qu'au niveau du canton (54,9 % de participation contre 59,2 % au niveau cantonal). Dans la commune, le binôme de l'Union de la gauche (Laëtitia Serre et Maurice Weiss) est très largement sollicité avec 53,42 % des voix, le binôme de l'« Union de la droite » (Jacques Chabal et Sabine Loulier) obtient 26,03 % et le binôme du Front national 20,55 % (le taux de votes blancs s'élevait à 7,59 %),. Au second tour l'Union de la gauche réalise un score encore plus important (67,09 %) face à l'Union de la droite (32,91 %). Le taux de participation a été plus élevé qu'au premier tour avec une mobilisation de 57,64 % des électeurs de la commune. Le pourcentage de votes blancs lors de ce second tour est de 4,82 %. Ce sont les premières élections pour Albon-d'Ardèche en tant que commune du canton du Cheylard (à la suite du redécoupage cantonal de 2014).
Lors du premier tour des élections cantonales de 2011, le taux de participation des électeurs de la commune s'élevait à 56,12 %. Lors du premier tours, la candidate du Parti socialiste, Laëtitia Serre, arrive largement en tête avec 52,7 % des voix, devançant la candidate du Front national, qui obtient 25,68 %, le candidat Divers gauche qui obtient 17,57 % et la candidate d'Europe Écologie Les Verts qui obtient 8,71 %. Le taux de votes blancs et nuls était de 5,13 %.

#### Élections municipales
Aux élections municipales de 2014, les onze candidats (dont Frédéric Picard, maire sortant) sont élus dès le premier tour, le taux d'abstention était de 32,65 %.
Aux élections municipales de 2020, ce sont trois listes pour un total de 18 candidats qui s'affrontent. Dix des onze candidats ont été élus au premier tour avec un taux d'abstention de 23,18 %. Alain Baconnier, élu au second tour avec une abstention de 31,58 %, est nommé maire par le conseil municipal le 2 juillet 2020.

### Administration municipale
Le nombre d'habitants au dernier recensement étant compris entre 100 et 499, le nombre de membres du conseil municipal est de 11.

### Liste des maires
Lors de la création de la commune en 1912 une délégation spéciale formée de trois personnes (Auguste Giraud, Émile de Grenier de Latour et Élie Seauve) est nommée pour organiser les premières élections municipales. Le premier maire alors élu est Auguste Giraud.
Jusqu'en 1975, un adjoint spécial était nommé par le conseil municipal pour le hameau de Féouzet, situé à l’écart du village. Le premier de ces adjoints spéciaux fut Émile de Grenier de Latour.
| Période          | Période                     | Identité            | Étiquette      | Qualité                                                  |
| ---------------- | --------------------------- | ------------------- | -------------- | -------------------------------------------------------- |
| 19 mai 1912      | 7 décembre 1919             | Auguste Giraud      |                |                                                          |
| 7 décembre 1919  | 7 octobre 1923              | Élie Seauve         |                |                                                          |
| 7 octobre 1923   | 19 mai 1929                 | Marcel Magnan       |                |                                                          |
| 19 mai 1929      | 7 mai 1945                  | Gaston Bonnet       |                |                                                          |
| 7 mai 1945       | 3 mai 1953                  | Élie Berthaud       |                |                                                          |
| 3 mai 1953       | 3 février 1958              | Gaston Bonnet       |                |                                                          |
| 3 février 1958   | 3 août 1975                 | Albert Brotte       |                |                                                          |
| 3 août 1975      | 13 mars 1983                | Fernand Flandrin    |                |                                                          |
| 13 mars 1983     | 17 mars 1989                | Louis Lextrait      |                |                                                          |
| 17 mars 1989     | 21 janvier 1995 (démission) | Jean-Louis Chirouze | RPR            | Chef d'entreprise Conseiller général Conseiller régional |
| 21 janvier 1995  | 19 juin 1995                | Henri Lextrait      |                |                                                          |
| 19 juin 1995     | 14 février 1997             | Pierre Dumas        |                |                                                          |
| 14 février 1997  | 25 novembre 2000            | René Blache         |                |                                                          |
| 25 novembre 2000 | 25 mars 2001                | Gisèle Nury         |                |                                                          |
| 25 mars 2001     | 4 mai 2010 (démission)      | Michel Filippi      | PS courant NPS |                                                          |
| 4 mai 2010       | 2 juillet 2020              | Frédéric Picard     | SE             | Employé                                                  |
| 2 juillet 2020   | En cours                    | Alain Baconnier     |                |                                                          |

### Finances locales
Depuis les années 2000, la capacité d'autofinancement reste largement inférieure à la moyenne de la strate (communes de moins de 250 habitants appartenant à un groupement fiscalisé (4 taxes)), voire négative :
Capacité d'autofinancement par habitant (en euros)
|                      | 2012 | 2011 | 2010 | 2009  | 2008 | 2007 | 2006 | 2005 | 2004 | 2003 |
| -------------------- | ---- | ---- | ---- | ----- | ---- | ---- | ---- | ---- | ---- | ---- |
| Albon-d'Ardèche      | 107  | 94   | 33   | - 107 | - 26 | 106  | 125  | 182  | 70   | 95   |
| Moyenne de la strate | 252  | 240  | 203  | 209   | 215  | 224  | 209  | 180  | 171  | 163  |

Depuis 2009, les trois taux d'imposition locale restent à des valeurs largement inférieures aux moyennes des strates, malgré de constantes augmentations :
Taux d'imposition (taxe d'habitation)
|                      | 2012  | 2011  | 2010 | 2009 |
| -------------------- | ----- | ----- | ---- | ---- |
| Albon-d'Ardèche      | 7,11  | 6,97  | 3,93 | 3,74 |
| Moyenne de la strate | 13,34 | 13,31 | 6,76 | 6,70 |

Taux d'imposition (foncier bâti)
|                      | 2012  | 2011  | 2010  | 2009 |
| -------------------- | ----- | ----- | ----- | ---- |
| Albon-d'Ardèche      | 5,92  | 5,80  | 5,48  | 5,22 |
| Moyenne de la strate | 10,09 | 10,11 | 10,05 | 9,89 |

Taux d'imposition (foncier non bâti)
|                      | 2012  | 2011  | 2010  | 2009  |
| -------------------- | ----- | ----- | ----- | ----- |
| Albon-d'Ardèche      | 21,91 | 21,48 | 19,33 | 18,41 |
| Moyenne de la strate | 25,48 | 25,53 | 24,38 | 24,34 |

### Intercommunalité
La commune fait partie de la communauté de communes Val'Eyrieux. Cette structure a été créée le 1er janvier 2014 par fusion de la communauté de communes des Boutières, de la communauté de communes du Haut-Vivarais, de la communauté de communes du Pays du Cheylard et d'une partie de la communauté de communes des Châtaigniers. La commune était auparavant membre de la communauté de communes des Châtaigniers (entre 2002 et 2014),.
La municipalité est aussi adhérente à Numérian depuis le 30 novembre 1997. Cette structure a pour mission de sensibiliser la population et de former les professionnels du secteur public de l’éducation et des collectivités locales à l’utilisation des technologies de l’information et de la communication.

### Politique environnementale
En 2011, Albon-d'Ardèche a été l'une des premières communes à éteindre l'éclairage public à partir de 23 h 30 en hiver et de 1 h en été. En 2017, la commune obtient 2 étoiles au label Villes et villages étoilés de l'Association nationale pour la protection du ciel et de l'environnement nocturnes pour son engagement face à la pollution lumineuse. À la suite des élections municipales de 2020, le nouveau conseil municipal décide de mettre fin à cette politique environnementale.
Depuis 2016, la mairie s'engage à ne plus utiliser de pesticides (débroussaillant et insecticide) dans les espaces publics. Ce choix s'inscrit dans la démarche « Objectif zéro pesticide dans nos villes et villages ».

### Jumelages
Au 23 mai 2014, Albon-d'Ardèche n'est jumelée avec aucune commune.

## Population et société

### Démographie
Les habitants de la commune sont appelés les Albonnais.

#### Évolution démographique
La démographie de la commune d'Albon-d'Ardèche est étroitement liée à son activité industrielle : durant la deuxième moitié du XVIIIe siècle et le début du XIXe siècle, le nombre croissant de moulinages présents dans la commune attire quelques nouvelles familles et la prospérité économique entraîne un accroissement de la population. Cependant, lorsque les moulinages ferment vers le milieu du XIXe siècle et qu'il n'y a plus d'activité industrielle dans la région, la population quitte en partie les campagnes pour les villes de la vallée du Rhône. Depuis les années 1980, la population albonnaise s'est stabilisée autour de 160 habitants.
L'évolution du nombre d'habitants est connue à travers les recensements de la population effectués dans la commune depuis 1921. Pour les communes de moins de 10 000 habitants, une enquête de recensement portant sur toute la population est réalisée tous les cinq ans, les populations de référence des années intermédiaires étant quant à elles estimées par interpolation ou extrapolation. Pour la commune, le premier recensement exhaustif entrant dans le cadre du nouveau dispositif a été réalisé en 2008.

En 2022, la commune comptait 158 habitants, en évolution de −0,63 % par rapport à 2016 (Ardèche : +2,48 %, France hors Mayotte : +2,11 %).
| 1921 | 1926 | 1931 | 1936 | 1946 | 1954 | 1962 | 1968 | 1975 |
| ---- | ---- | ---- | ---- | ---- | ---- | ---- | ---- | ---- |
| 650  | 642  | 593  | 556  | 505  | 411  | 340  | 276  | 232  |

| 1982 | 1990 | 1999 | 2006 | 2008 | 2013 | 2018 | 2022 | - |
| ---- | ---- | ---- | ---- | ---- | ---- | ---- | ---- | - |
| 180  | 173  | 165  | 160  | 158  | 160  | 159  | 158  | - |

#### Pyramide des âges
En 2021, le taux de personnes d'un âge inférieur à 30 ans s'élève à 24,5 %, soit en dessous de la moyenne départementale (29,7 %). De même, le taux de personnes d'âge supérieur à 60 ans est de 32,1 % la même année, alors qu'il est de 32,8 % au niveau départemental.
En 2021, la commune comptait 89 hommes pour 69 femmes, soit un taux de 56,33 % d'hommes, largement supérieur au taux départemental (48,78 %).
Les pyramides des âges de la commune et du département s'établissent comme suit :
| Hommes | Classe d’âge | Femmes |
| ------ | ------------ | ------ |
| 2,2    | 90 ou +      | 1,4    |
| 8,9    | 75-89 ans    | 21,7   |
| 21,1   | 60-74 ans    | 8,7    |
| 25,6   | 45-59 ans    | 33,3   |
| 15,6   | 30-44 ans    | 13,0   |
| 14,4   | 15-29 ans    | 11,6   |
| 12,2   | 0-14 ans     | 10,1   |

| Hommes | Classe d’âge | Femmes |
| ------ | ------------ | ------ |
| 1      | 90 ou +      | 2,5    |
| 9      | 75-89 ans    | 11,4   |
| 20,8   | 60-74 ans    | 21,1   |
| 21,2   | 45-59 ans    | 20,3   |
| 16,9   | 30-44 ans    | 16,5   |
| 14,2   | 15-29 ans    | 12,6   |
| 17     | 0-14 ans     | 15,6   |

### Enseignement et niveau d'étude
Administrativement, Albon-d'Ardèche fait partie de l'Académie de Grenoble. La commune ne possède qu'une école maternelle avec une cantine, l'école élémentaire se trouvant dans le village voisin de Marcols-les-Eaux. Le collège le plus proche est à Saint-Sauveur-de-Montagut à 19 kilomètres et le lycée le plus proche est celui du Cheylard à 26 kilomètres (43 avec les transports scolaires).
En 2010, plus d'un cinquième de la population de la commune ne possède aucun diplôme et seulement 31,1 % ont un diplôme de niveau baccalauréat. Ce faible taux s'explique par la part importante des séniors dans la population de la commune, par les difficultés d'accéder à l'éducation en milieu rural jusque dans les années 1960 et par le grand nombre d'exploitations agricoles se transmettant de génération en génération.
|                                                    | Aucun diplôme | Certificat d'études primaires | Brevet des collège | CAP / BEP | Baccalauréat / BP | Diplôme de l'enseignement supérieur |
| -------------------------------------------------- | ------------- | ----------------------------- | ------------------ | --------- | ----------------- | ----------------------------------- |
| Albon-d'Ardèche                                    | 21,37 %       | 19,08 %                       | 5,34 %             | 23,66 %   | 12,98 %           | 17,56 %                             |
| Sources des données : L'Internaute d'après l'Insee |               |                               |                    |           |                   |                                     |

### Manifestations culturelles et festivités
La vie du village est rythmée par plusieurs fêtes populaires tout au long de l'année (fête du temple, de l'école, kermesse, compétitions sportives, feu de la Saint-Jean...).
Depuis la saison 2003/2004, la Comédie Itinérante de Valence présente régulièrement des pièces de théâtre classiques ou contemporaines sur une scène improvisée dans la salle municipale de Mournet.
Des projections des films de Christian Tran en avant-première ont été organisées à la salle municipale : L'école en campagne en 2004 et Poste restante en 2005. Certaines séquences de ces films avaient été tournées à Albon ou dans les communes voisines. D'autres films ont également été projetés comme Marie-Louise, une histoire de moulinage de Fabienne Prat en 2011.
En juillet 2013, l'exposition Du Sud de l'Ardèche aux Boutières : Itinéraire d'une aquarelliste composée des œuvres de la peintre Chantal Rouchouse est présentée au temple d'Albon.

### Santé
Albon-d'Ardèche ne compte aucun professionnel libéral de santé. La pharmacie la plus proche est celle de Saint-Sauveur-de-Montagut à 19 km et l'hôpital le plus proche est le Centre hospitalier des Vals d'Ardèche à Privas (à 38 km).

### Sports
Le village possède un boulodrome municipal : le Boulodrome Maurice-Vergnes ainsi qu'un club sportif de Sport boule : l'Union Bouliste Albonaise (U.B.A.).
La commune d'Albon-d'Ardèche est traversée par de nombreux sentiers de randonnée comme la boucle René Sautel qui relie le village d'Albon au hameau de Serrepuy.
La commune est régulièrement traversée par L'Ardéchoise, le Tour Cycliste Féminin International de l'Ardèche et le Rallye de Monte-Carlo Historique.

### Cultes

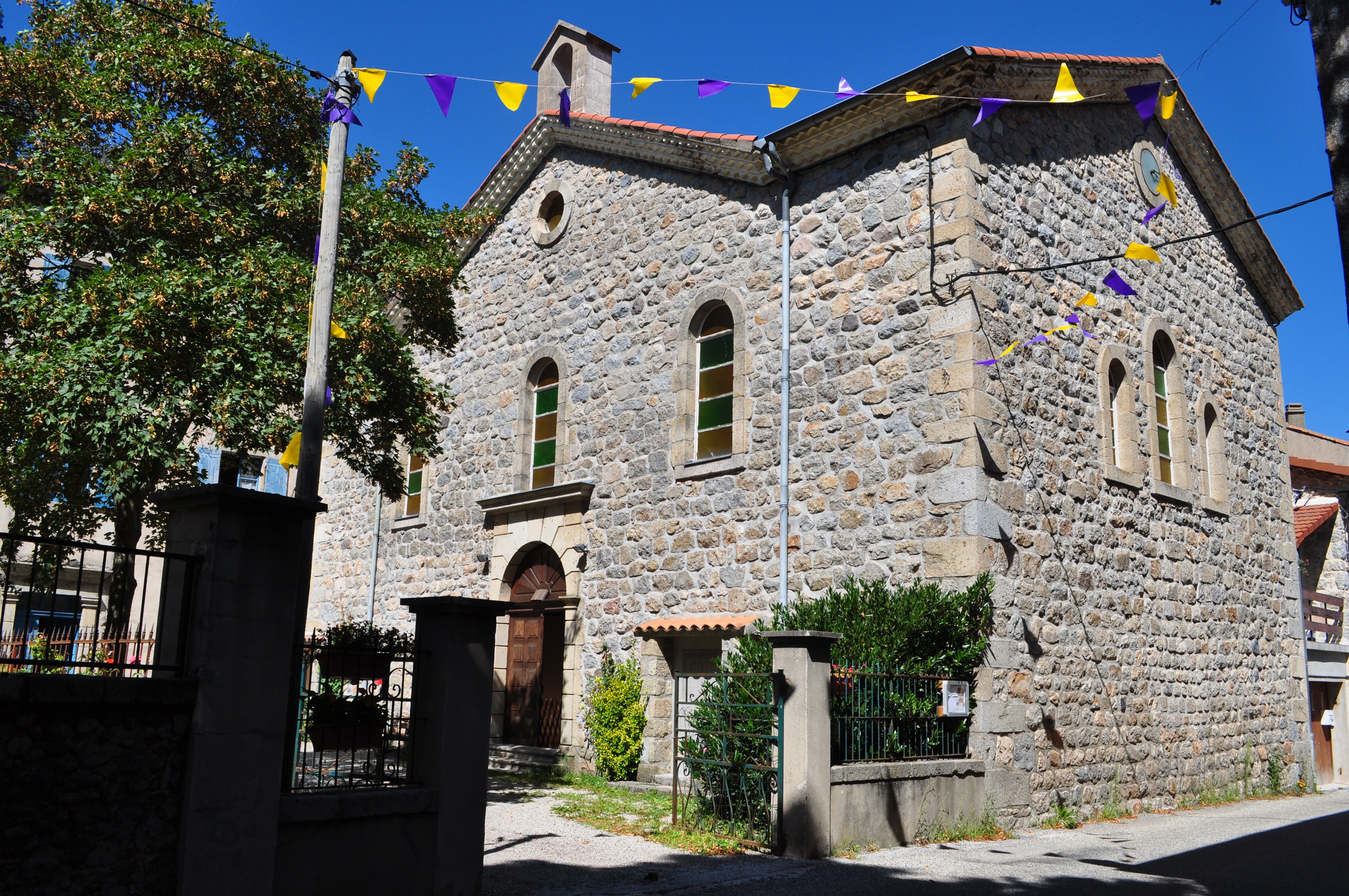
Le temple d'Albon.

Albon-d'Ardèche se situe dans le Vivarais, une province historiquement protestante, et possède un seul lieu de culte : un temple protestant au cœur du village. Cependant, la commune voisine de Marcols-les-Eaux à majorité catholique possède une église.
Un premier temple avait été construit dans le hameau de Serrepuy, ses pierres auraient été réutilisées pour construire le temple actuel dans le village d'Albon. Treize pasteurs se sont succédé entre 1867 et 1956 à Albon. La fréquentation du temple étant en constante diminution, il n'y a plus de pasteur dans la commune à partir de 1956, les cultes sont alors assurés jusqu'en 1980 par les pasteurs de Gluiras. Après cette date les cultes dans la commune deviennent plus rares et se partagent avec les communes alentour à tour de rôle.
C'est aussi sur un mur de la cour du temple que se trouve le monument aux morts de la Première Guerre mondiale.

## Économie

### Revenus de la population et fiscalité
En 2011, le revenu fiscal médian par ménage était de 15 001 €, ce qui plaçait Albon-d'Ardèche au 31 857e rang parmi les 31 886 communes de plus de 49 ménages en métropole.
En 2009, 69,3 % des foyers fiscaux n'étaient pas imposables.

### Emploi
En 2009, la population âgée de 15 à 64 ans s'élevait à 83 personnes, parmi lesquelles on comptait 67,9 % d'actifs dont 59,5 % ayant un emploi et 8,3 % de chômeurs. On comptait 46 emplois dans la zone d'emploi, contre 41 en 1999. Le nombre d'actifs ayant un emploi résidant dans la zone d'emploi étant de 50, l'indicateur de concentration d'emploi est de 92,1 %, ce qui signifie que la zone d'emploi offre presque un emploi par habitant actif.

### Entreprises et commerces
Au 31 décembre 2010, Albon-d'Ardèche comptait 23 établissements : 9 dans l’agriculture-sylviculture-pêche, 4 dans l'industrie, 3 dans la construction, 4 dans le commerce-transports-services divers et 3 étaient relatifs au secteur administratif.
En 2011, 2 entreprises ont été créées à Albon-d'Ardèche.
Depuis la fermeture des moulinages de la commune, l'économie repose essentiellement sur le tourisme et sur le commerce de produits régionaux. Les principaux employeurs sont les maisons de retraite de Marcols-les-Eaux, de Saint-Pierreville et de Saint-Sauveur-de-Montagut.

## Culture locale et patrimoine

### Lieux et monuments

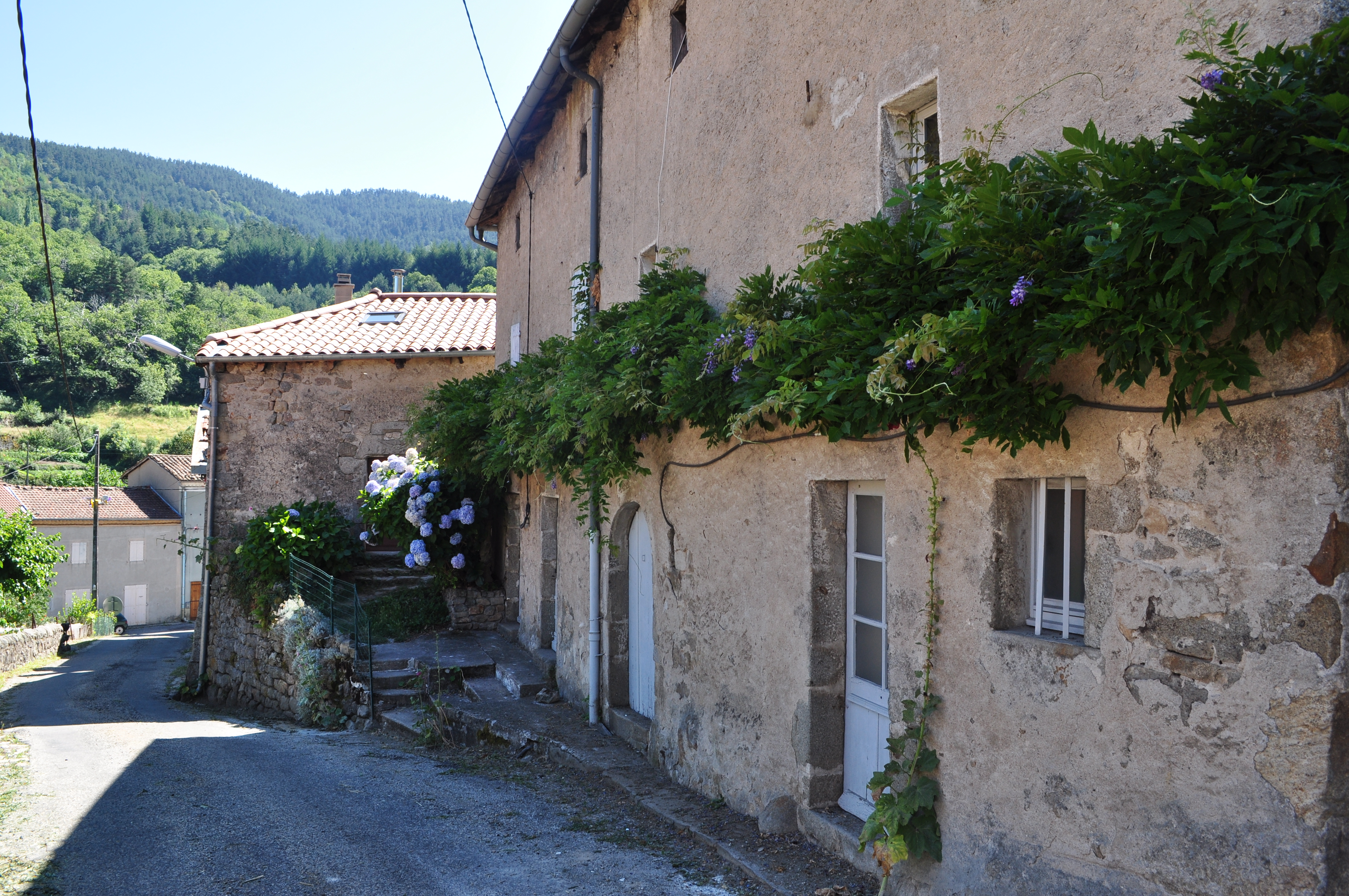
Une maison datée de 1668.

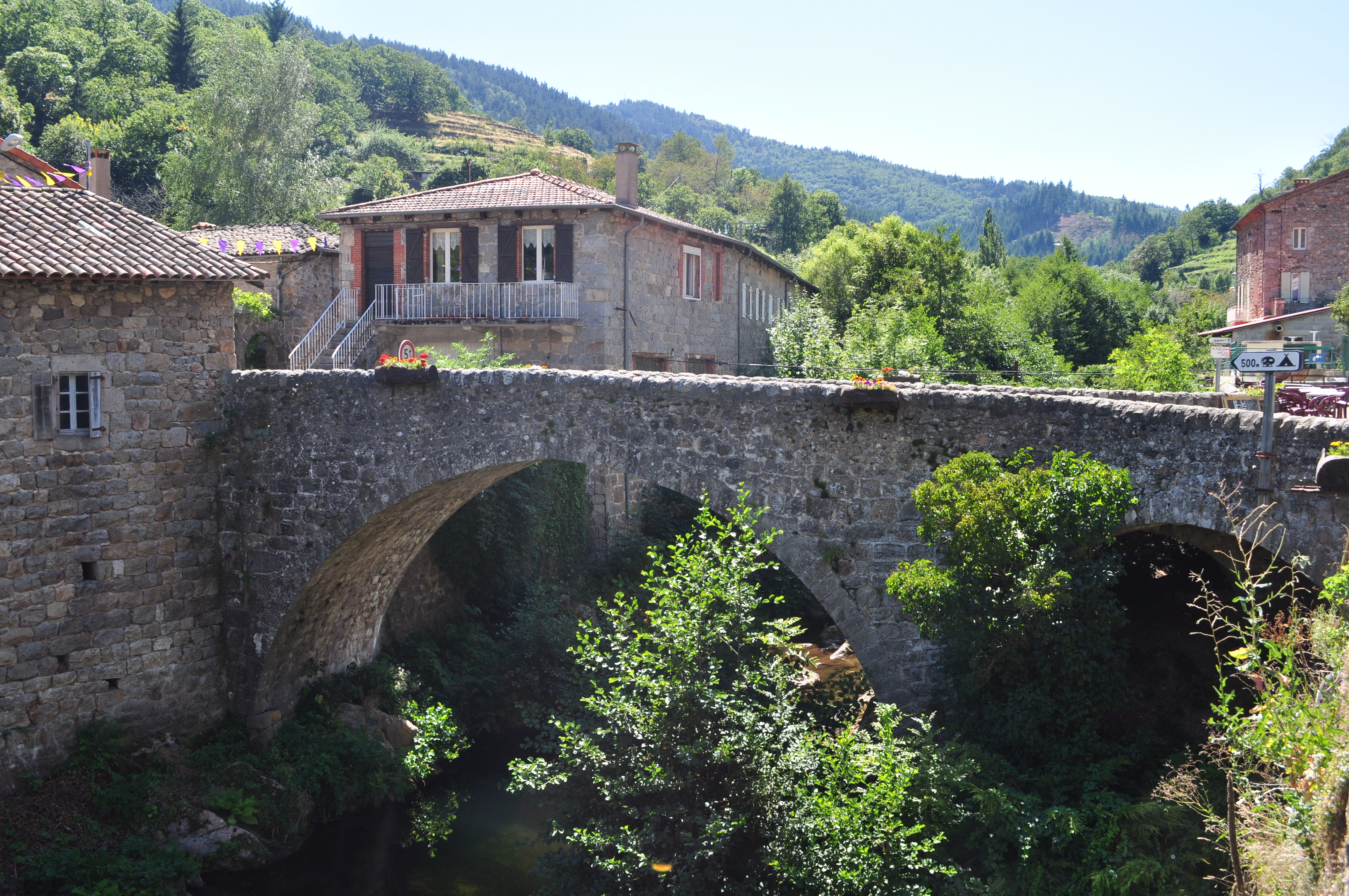
Le pont d'Albon daté de 1818.

La commune ne compte aucun lieu, monument ou objet répertorié à l'inventaire des monuments historiques, ou à l'inventaire général du patrimoine culturel,.
On peut toutefois citer des fermes datant pour certaines du XVIIe siècle, des vieilles maisons datées de 1668, ainsi que le temple et le pont du village, achevé en 1818.

La partie haute de la vallée de la Glueyre est parfois appelée « ancienne vallée des Ours ». À ce propos, l'historien Albin Mazon écrivit dans son livre Voyage autour de Privas : 

« Le paysage a quelque chose d'imposant dans sa sauvagerie. C'est un de ceux qui font le mieux comprendre le caractère indépendant et mystique de l'habitant des Boutières. S'il est encore un peu ours, il ne faut pas oublier que toutes ces vallées forment l'ancien pays des ours, c'est-à-dire la contrée où, d'après les appellations encore existantes (…) les ancêtres de l'Ours-Martin s'est le plus longtemps maintenu. »

Le docteur Roche qui a écrit à plusieurs reprises sur le canton de Saint-Pierreville décrit Albon comme le village « le plus coquet et le plus hospitalier de la région », de plus, en raison de son climat agréable, il recommande en 1910 « aux nerveux, aux délicats, aux cardiaques et aux emphysémateux » de séjourner à Albon pour calmer leurs maux.

### Patrimoine naturel

#### Zones de protection naturelle

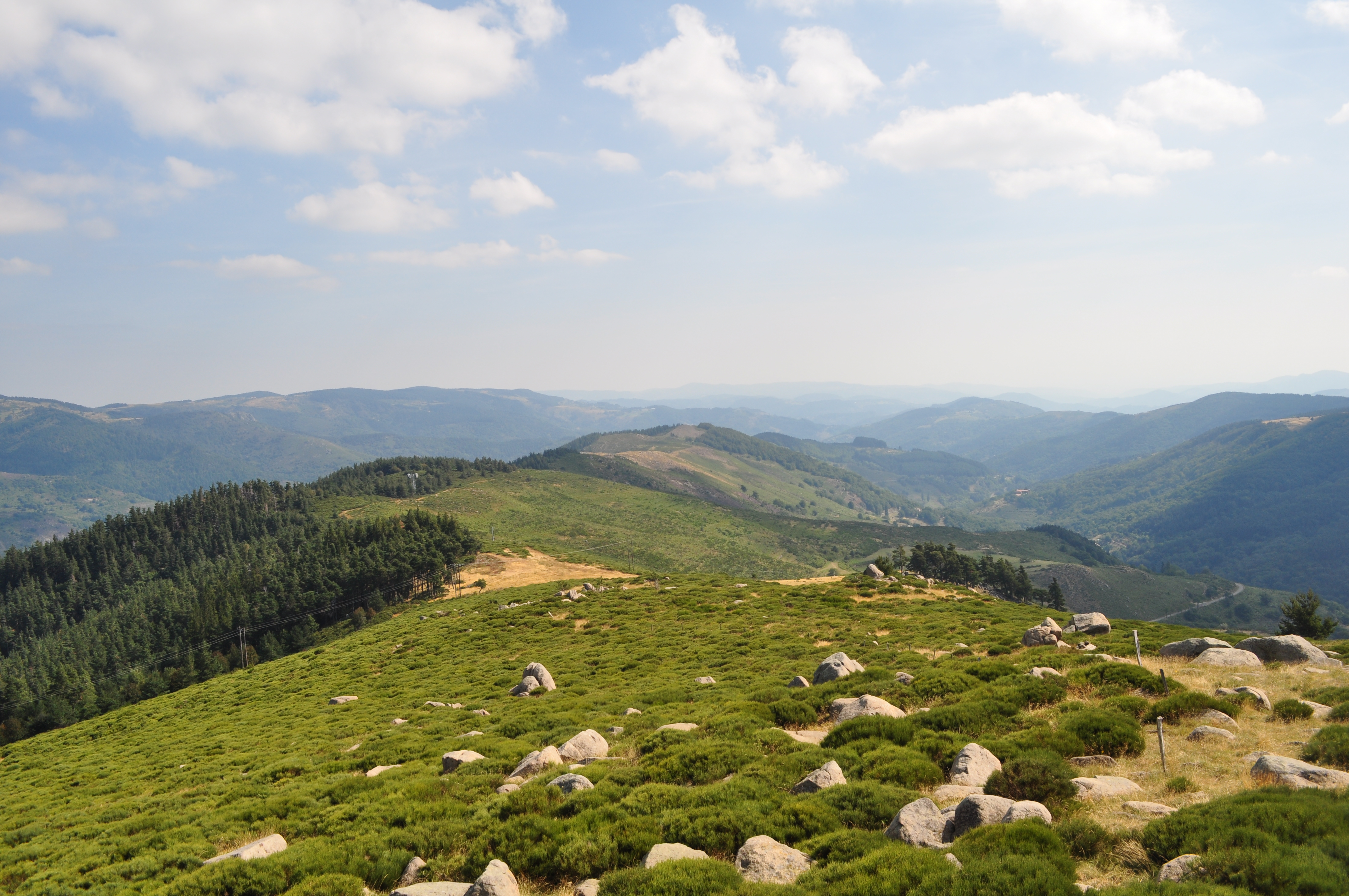
Serre de Champ Maux, classé en ZNIEFF de type I.

La commune d'Albon-d'Ardèche se trouve dans une zone propice à la protection de la nature avec une densité de population restreinte et une très faible urbanisation. Le territoire communal bénéficie d'une biodiversité importante avec 824 espèces animales et végétales recensées dans l'Inventaire national du patrimoine naturel dont 87 protégées (en août 2024). Cette diversité s'explique également par la diversité des paysages de la commune (qui comprend l'étage collinéen et l'étage montagnard) et par son réseau hydrographique. Le territoire communal se trouve intégralement dans le parc naturel régional des Monts d'Ardèche (dans l'espace naturel remarquable « Vallées de la Glueyre et de la Veyruègne »).
La commune se trouve également dans trois zones naturelles d'intérêt écologique faunistique et floristique (ZNIEFF) continentales de deuxième génération différentes : la zone « Serre de Champ Maux » (type I) centrée sur le territoire communal, la zone « Vallées de la Glueyre et de la Veyruègne » (type I), plus large et qui concerne également huit autres communes, et la zone « Bassin de l'Eyrieux » (type II), beaucoup plus vaste qui couvre 6 % du département. Seule la première zone est réellement révélatrice de la situation dans la commune, les deux autres couvrant des zones plus larges, certaines espèces qui y sont listées peuvent ne pas être présentes à Albon,,.
La ZNIEFF « Serre de Champ Maux » est une zone de type I de taille relativement restreinte (203 hectares) qui touche trois communes : Albon-d'Ardèche mais aussi celles de Issamoulenc et de Marcols-les-Eaux. Cette zone a été créée selon six critères d’intérêt (écologique, faunistique, floristique, amphibiens, oiseaux et phanérogames) et est délimitée selon la répartition des espèces, des habitats, du fonctionnement des écosystèmes et de l'artificialisation du territoire. La notice attachée à la zone la définit comme « les parties sommitales de la ligne de crête séparant les Cévennes et les Boutières ainsi que quelques serres des Boutières situés à proximité ». La notice précise également que la zone comporte de nombreux milieux ouverts et se trouve sur un « couloir de passage important » dans la migration des oiseaux. Le « bilan des connaissances » de cette zone est relativement faible puisqu'en 2013 seuls les amphibiens, les oiseaux et les phanérogames ont été prospectés. Seul un habitat est référencé dans cette zone : les landes à Cytisus purgans (biotope 31.842).
Les deux autres ZNIEFF sont plus vastes et ne peuvent pas être considérées comme représentatives de la commune d'Albon-d'Ardèche puisqu'elles comprennent des habitats radicalement différents. La ZNIEFF de type I « Vallées de la Glueyre et de la Veyruègne » comprend toutes les communes du canton de Saint-Pierreville (à l'exception de celle de Beauvène) ainsi que celles de Mézilhac et de Saint-Genest-Lachamp. Elle couvre une superficie de 1 350 hectares, comprend dix critères d'intérêt, des efforts de prospections avancés (avec sept classes d'espèces à un niveau au moins « faible ») et quatre types de biotope différents (landes sèches, lisières forestières thermophiles, prairies de fauche de montagne et dalles rocheuses). La ZNIEFF de type II « Bassin de l'Eyrieux » compte quarante-trois communes et s'étend sur 32 673 hectares. Elle comprend vingt critères d'intérêt mais avec une prospection assez faible,.
La commune fait également partie de l'Espace naturel sensible des Serres Boutiérots, du Géoparc des Monts d'Ardèche, ainsi que de l'espace protégé Natura 2000 « Vallée de l'Eyrieux et ses affluents ». Une partie du territoire communal est une réserve de chasse et de faune sauvage et la pêche est interdite dans la Glueyre au niveau du village d'Albon pour protéger la biodiversité.

#### Flore

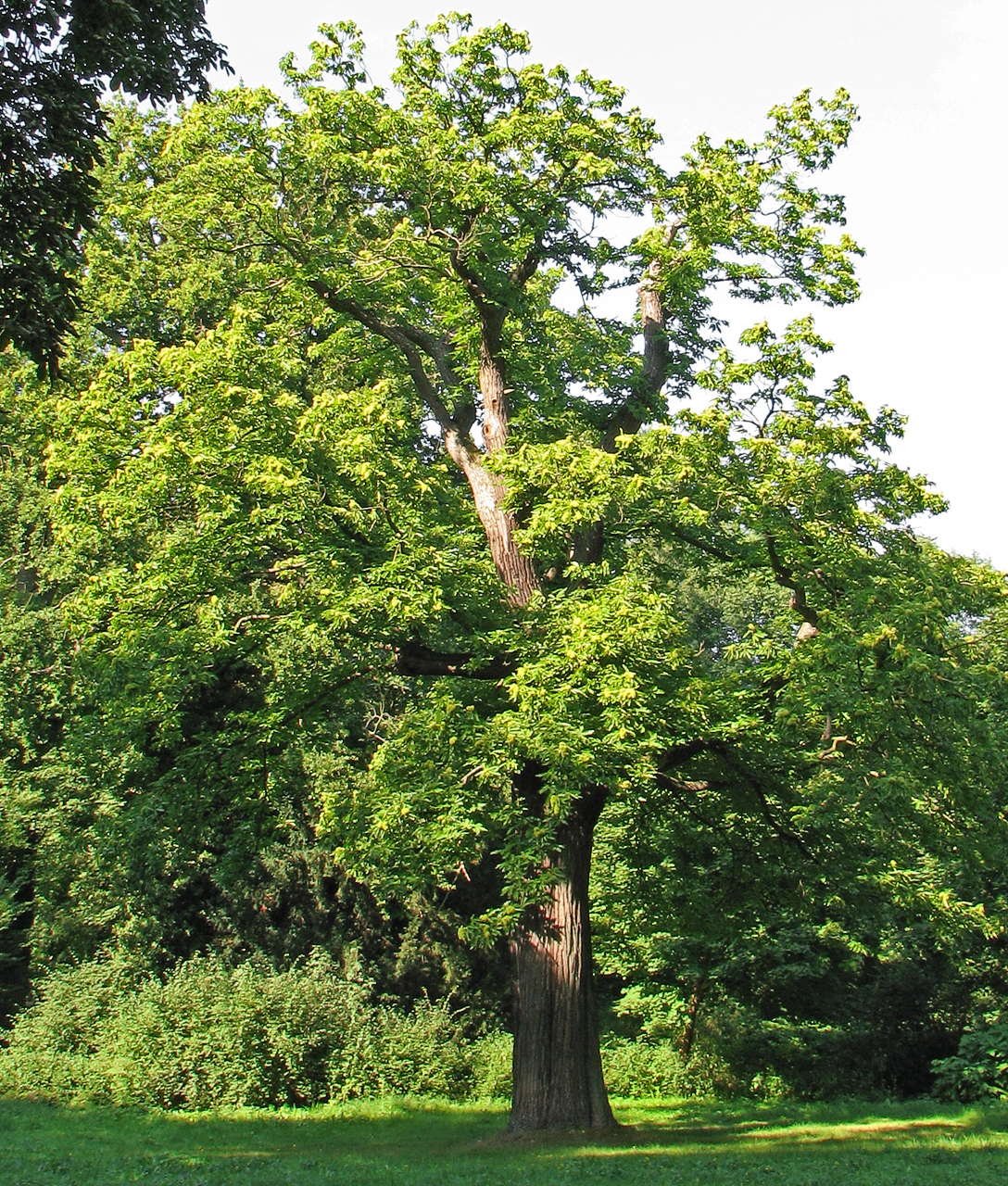
Châtaignier commun.

La commune comporte 154 ha de forêts soit environ 17 % de sa superficie totale. Elles sont majoritairement constituées de châtaigniers de variété comballe, sans doute originaire du lieu-dit voisin des Combeaux et encore cultivés pour leurs fruits, et de conifères dans les hauteurs. Les sous-bois des châtaigneraies sont tapissés de myrtilles et on y trouve également de nombreuses fougères. Du XVIIIe siècle au milieu du XXe siècle, il était également possible de voir un grand nombre de mûriers en raison de la forte concentration de moulinages (le ver à soie se nourrit de ses feuilles) mais leur nombre a considérablement diminué avec le déclin de l'industrie de la soie durant le XXe siècle. Quelques prés se trouvent dans les vallées et les zones les plus escarpées sont riches en genêts. La plus grande partie du territoire communal est couverte de landes, principalement dans les zones les plus élevées. La notice de la ZNIEFF « Serre de champs Maux » mentionne que le sud de la commune, constitué en partie de sucs basaltiques, porte une flore neutro-calcicole.
Albon-d'Ardèche abrite une grande biodiversité végétale : l'Inventaire national du patrimoine naturel (INPN) y liste 529 espèces différentes (en août 2024). Les espèces recensées dans l'INPN sont majoritairement des Astérales (71 espèces), des Poales (68 espèces), des Lamiales (52 espèces), des Caryophyllales (51 espèces) et des Fabales (32 espèces). Parmi celles-ci, on retrouve 3 espèces menacées : la doradille noire, l'orme glabre et le marronnier d'Inde ; ainsi que 96 espèces protégées.

#### Faune

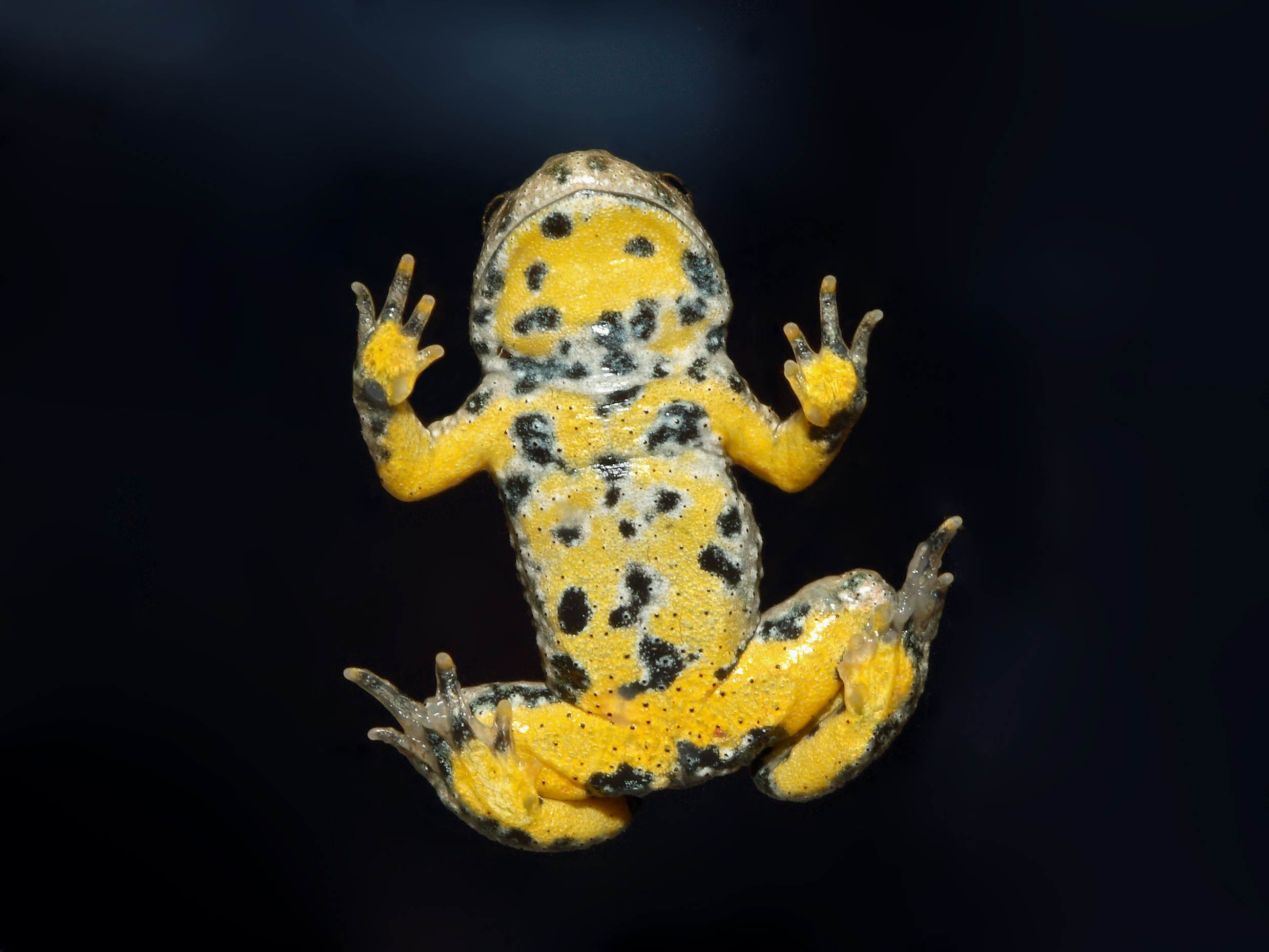
Sonneur à ventre jaune.

La commune d'Albon-d'Ardèche abrite également une faune variée avec, en août 2024, 198 espèces référencées dans l'Inventaire national du patrimoine naturel. Parmi celles-ci se trouvent 93 espèces protégées et 15 espèces menacées : l'aigle royal, le bouvreuil pivoine, le bruant ortolan, le chardonneret élégant, la cordulie splendide, l'écrevisse à pattes blanches, le faucon pèlerin, la fauvette pitchou, le gobemouche noir, le lapin de Garenne, le milan royal, le pic épeichette, le sonneur à ventre jaune, le sympétrum de Fonscolombe et le verdier d'Europe.
La commune possède notamment une grande diversité d'oiseaux : plus des deux tiers des espèces protégées qui y sont répertoriées appartiennent à l'avifaune, notamment car elle se situe sur un trajet de migration. Depuis 2010, plusieurs dizaines de vautours fauves sont régulièrement observés dans le nord de la commune par la Ligue pour la protection des oiseaux.
Le territoire communal abrite également plusieurs espèces protégées de mammifère comme le castor d'Europe, l'écureuil roux, la genette commune, le hérisson d'Europe, la loutre d'Europe ou la musaraigne aquatique. Le parc naturel régional des Monts d'Ardèche recense également plusieurs espèces de chauve-souris : la barbastelle commune, les murins de Bechstein et de Natterer ainsi que le molosse de Cestoni (les trois premières étant « vulnérables » au niveau européen ou national). Parmi les espèces domestiquées présentes dans la commune on trouve des moutons, des brebis, des cochons, des vaches, des chevaux et des poules.
On retrouve également de nombreux reptiles (couleuvre vipérine, vipère aspic, plusieurs espèces de lézards), des amphibiens (sonneur à ventre jaune, triton palmé, etc.), des insectes (lucane cerf volant, azuré du serpolet, etc.) ou encore des crustacés (comme l'écrevisse à pattes blanches),. La Glueyre, au niveau du village, est une réserve de truites où la pêche est interdite.

### Patrimoine culturel
La langue traditionnellement parlée dans la commune est un patois occitan et était la langue maternelle d'une grande partie de la population née avant la Seconde Guerre mondiale. Avant le XXe siècle, seule une très faible minorité des habitants connait la langue française et la quasi-totalité des habitants ne savent pas écrire, le patois étant une langue seulement orale. Bien que l'isolement de la commune ait contribué à sa conservation, il reste, dans les années 2010, moins d'une dizaine de personnes dans la commune parlant encore couramment ce patois. Ce déclin de la langue peut en partie s'expliquer par l'exode rural et l'usage du français dans les écoles.
Le linguiste Nicolas Quint a réalisé une étude en 1999 sur l'« albonnais » et classe ce parler comme une langue occitane, du dialecte vivaro-alpin, du sous-dialecte vivaro-dauphinois, du groupe de parlers vivaro-vellave, et du sous-groupe de parlers boutiérot.

### Personnalités liées à la commune
Le réalisateur de documentaire Christian Tran est venu tourner à deux reprises dans la commune : pour Poste restante en 2005 et pour Empreinte vivante, le patrimoine industriel en Ardèche en 2021.

### Héraldique, logotype et devise
La commune ne dispose ni de blason, ni de logotype ni de devise.